# ATP Challenger Tour 2016
L'ATP Challenger Tour 2017 è stata una serie di tornei internazionali maschili studiati per consentire a giocatori di seconda fascia di acquisire un ranking sufficiente per accedere ai tornei del circuito maggiore. Si sono tenuti 166 tornei con montepremi da 40.000 $ fino a 125.000 $. È stata la 39ª edizione del circuito Challenger, l'8ª sotto questo nome.

## Calendario

### Legenda
| ATP Challenger Tour Finals |
| Serie regolari             |

### Gennaio
| Settimana  | Torneo                                                                                          | Campione                                                    | Finalista                                   | Semifinalisti                             | Eliminati ai quarti                                                      |
| ---------- | ----------------------------------------------------------------------------------------------- | ----------------------------------------------------------- | ------------------------------------------- | ----------------------------------------- | ------------------------------------------------------------------------ |
| 4 gennaio  | Internationaux de Nouvelle-Calédonie Nouméa, Nuova Caledonia $75.000+H – Cemento – 32S/8Q/16D   | Adrian Mannarino 5–7, 6–2, 6–2                              | Alejandro Falla                             | Daniel Brands Jordan Thompson             | James McGee Quentin Halys Marco Trungelliti Julien Benneteau             |
| 4 gennaio  | Internationaux de Nouvelle-Calédonie Nouméa, Nuova Caledonia $75.000+H – Cemento – 32S/8Q/16D   | Julien Benneteau Édouard Roger-Vasselin 7–6(4), 3–6, [10–5] | Gregoire Barrere Tristan Lamasine           | Daniel Brands Jordan Thompson             | James McGee Quentin Halys Marco Trungelliti Julien Benneteau             |
| 4 gennaio  | City of Onkaparinga ATP Challenger 2016 Happy Valley, Australia $75.000 – Cemento – 32S/23Q/16D | Taylor Fritz 7–6(7), 6–2                                    | Dudi Sela                                   | Márton Fucsovics Andrew Whittington       | Jan Satral Alex Bolt Hiroki Moriya Dennis Novak                          |
| 4 gennaio  | City of Onkaparinga ATP Challenger 2016 Happy Valley, Australia $75.000 – Cemento – 32S/23Q/16D | Matteo Donati Andrej Golubev 3–6, 7–6(5),[10–1]             | Denys Molčanov Oleksandr Nedovjesov         | Márton Fucsovics Andrew Whittington       | Jan Satral Alex Bolt Hiroki Moriya Dennis Novak                          |
| 4 gennaio  | Bangkok Open I Bangkok, Thailandia $50.000+H – Cemento – 32S/32Q/16D                            | Michail Južnyj 6–3, 6–4                                     | Gō Soeda                                    | Marco Chiudinelli Konstantin Kravčuk      | Yūichi Sugita Jahor Herasimaŭ Kimmer Coppejans Yasutaka Uchiyama         |
| 4 gennaio  | Bangkok Open I Bangkok, Thailandia $50.000+H – Cemento – 32S/32Q/16D                            | Johan Brunström Andreas Siljeström 6–3, 6–4                 | Gero Kretschmer Alexander Satschko          | Marco Chiudinelli Konstantin Kravčuk      | Yūichi Sugita Jahor Herasimaŭ Kimmer Coppejans Yasutaka Uchiyama         |
| 4 gennaio  | Torneo de Mendoza Mendoza, Argentina $50.000+H - Terra rossa - 32S/21Q/16D                      | Gerald Melzer 4–6, 6–4, 6–0                                 | Alex Michon                                 | Roberto Carballés Baena Facundo Bagnis    | Guido Andreozzi Maximiliano Estévez Thiago Monteiro Enrique López Pérez  |
| 4 gennaio  | Torneo de Mendoza Mendoza, Argentina $50.000+H - Terra rossa - 32S/21Q/16D                      | Máximo González José Hernández Fernández 4–6, 6–3, [10–1]   | Julio Peralta Horacio Zeballos              | Roberto Carballés Baena Facundo Bagnis    | Guido Andreozzi Maximiliano Estévez Thiago Monteiro Enrique López Pérez  |
| 11 gennaio | Canberra ATP Challenger Canberra, Australia $75.000 – Cemento – 32S/19Q/16D                     | Paolo Lorenzi 6–2, 6–4                                      | Ivan Dodig                                  | Marcel Granollers Daniel Muñoz de la Nava | Evgenij Donskoj Santiago Giraldo Diego Schwartzman Quentin Halys         |
| 11 gennaio | Canberra ATP Challenger Canberra, Australia $75.000 – Cemento – 32S/19Q/16D                     | Mariusz Fyrstenberg Santiago González 7–6(3), 6–3           | Maverick Banes Jarryd Chaplin               | Marcel Granollers Daniel Muñoz de la Nava | Evgenij Donskoj Santiago Giraldo Diego Schwartzman Quentin Halys         |
| 11 gennaio | Bangkok Open II Bangkok, Thailandia $50.000+H – Cemento – 32S/32Q/16D                           | Michail Južnyj 6–4, 6–1                                     | Adam Pavlásek                               | Jason Jung Frederico Ferreira Silva       | Joshua Milton Dzmitryj Žyrmont Aleksandre Metreveli Kim Cheong-Eui       |
| 11 gennaio | Bangkok Open II Bangkok, Thailandia $50.000+H – Cemento – 32S/32Q/16D                           | Wesley Koolhof Matwé Middelkoop 6–3, 7–6(1)                 | Gero Kretschmer Alexander Satschko          | Jason Jung Frederico Ferreira Silva       | Joshua Milton Dzmitryj Žyrmont Aleksandre Metreveli Kim Cheong-Eui       |
| 11 gennaio | Racket Club Open Buenos Aires, Argentina $50.000+H – Terra rossa – 32S/32Q/16D                  | Facundo Bagnis 6–3, 6–2                                     | Arthur De Greef                             | Rogério Dutra da Silva Nicolás Kicker     | Gerald Melzer Guido Andreozzi Máximo González Maxime Hamou               |
| 11 gennaio | Racket Club Open Buenos Aires, Argentina $50.000+H – Terra rossa – 32S/32Q/16D                  | Máximo González Facundo Bagnis 6–1, 6–2                     | Sergio Galdós Christian Lindell             | Rogério Dutra da Silva Nicolás Kicker     | Gerald Melzer Guido Andreozzi Máximo González Maxime Hamou               |
| 18 gennaio | Philippine Open Manila, Filippine $75.000 – Cemento – 32S/32Q/16D                               | Michail Južnyj 6–4, 6–4                                     | Marco Chiudinelli                           | Lukáš Lacko Gō Soeda                      | Gianluca Naso Igor Sijsling David Guez Li Zhe                            |
| 18 gennaio | Philippine Open Manila, Filippine $75.000 – Cemento – 32S/32Q/16D                               | Johan Brunström Frederik Nielsen 6–2, 6–2                   | Francis Casey Alcantara Christopher Rungkat | Lukáš Lacko Gō Soeda                      | Gianluca Naso Igor Sijsling David Guez Li Zhe                            |
| 18 gennaio | Rio de Janeiro Tennis Cup Rio de Janeiro, Brasile $50.000 – Terra rossa – 32S/18Q/16D           | Facundo Bagnis 6–4, 4–6, 6–2                                | Guilherme Clezar                            | Thiago Monteiro Rubén Ramírez Hidalgo     | Gastão Elias Facundo Argüello Andrej Martin Peter Torebko                |
| 18 gennaio | Rio de Janeiro Tennis Cup Rio de Janeiro, Brasile $50.000 – Terra rossa – 32S/18Q/16D           | Gastão Elias André Ghem 6–4, 7–6(2)                         | Jonathan Eysseric Miguel Ángel Reyes Varela | Thiago Monteiro Rubén Ramírez Hidalgo     | Gastão Elias Facundo Argüello Andrej Martin Peter Torebko                |
| 25 gennaio | Claro Open Bucaramanga Bucaramanga, Colombia $50.000+H – Terra rossa – 32S/29Q/16D              | Gerald Melzer 6–3, 6–1                                      | Paolo Lorenzi                               | Horacio Zeballos Mathias Bourgue          | Víctor Estrella Burgos Gastão Elias Jordi Samper-Montana Eduardo Struvay |
| 25 gennaio | Claro Open Bucaramanga Bucaramanga, Colombia $50.000+H – Terra rossa – 32S/29Q/16D              | Julio Peralta Horacio Zeballos 6–2, 6–2                     | Sergio Galdós Luis David Martínez           | Horacio Zeballos Mathias Bourgue          | Víctor Estrella Burgos Gastão Elias Jordi Samper-Montana Eduardo Struvay |
| 25 gennaio | Tennis Championships of Maui Lahaina, Stati Uniti $50.000 – Cemento – 32S/31Q/16D               | Wu Di 4–6, 6–3, 6–4                                         | Kyle Edmund                                 | James Duckworth Noah Rubin                | Nicolas Meister Frances Tiafoe Ernesto Escobedo Alex Bolt                |
| 25 gennaio | Tennis Championships of Maui Lahaina, Stati Uniti $50.000 – Cemento – 32S/31Q/16D               | Jason Jung Dennis Novikov 6–3, 4–6, [10–8]                  | Alex Bolt Frank Moser                       | James Duckworth Noah Rubin                | Nicolas Meister Frances Tiafoe Ernesto Escobedo Alex Bolt                |

### Febbraio
| Settimana   | Torneo                                                                                         | Campione                                          | Finalista                       | Semifinalisti                         | Eliminati ai quarti                                                           |
| ----------- | ---------------------------------------------------------------------------------------------- | ------------------------------------------------- | ------------------------------- | ------------------------------------- | ----------------------------------------------------------------------------- |
| 1 febbraio  | Challenger of Dallas Dallas, Stati Uniti $100.000 – Cemento indoor – 32S/29Q/16D               | Kyle Edmund 6–3, 6–2                              | Daniel Evans                    | Tim Smyczek Tatsuma Itō               | Grega Žemlja Benjamin Becker Marinko Matosevic Frances Tiafoe                 |
| 1 febbraio  | Challenger of Dallas Dallas, Stati Uniti $100.000 – Cemento indoor – 32S/29Q/16D               | Nicolas Meister Eric Quigley 6–1, 6–1             | Sekou Bangoura Dean O'Brien     | Tim Smyczek Tatsuma Itō               | Grega Žemlja Benjamin Becker Marinko Matosevic Frances Tiafoe                 |
| 1 febbraio  | Launceston Tennis International Launceston, Australia $75.000 – Cemento – 32S/25Q/16D          | Blake Mott 6(4)–7, 6–1, 6–2                       | Andrej Golubev                  | Saketh Myneni Luke Saville            | Benjamin Mitchell Alex Bolt Matthew Barton Stéphane Robert                    |
| 1 febbraio  | Launceston Tennis International Launceston, Australia $75.000 – Cemento – 32S/25Q/16D          | Luke Saville Jordan Thompson 6–1, 4–6, [13–11]    | Dayne Kelly Matt Reid           | Saketh Myneni Luke Saville            | Benjamin Mitchell Alex Bolt Matthew Barton Stéphane Robert                    |
| 8 febbraio  | Santo Domingo Open Santo Domingo, Repubblica Dominicana $75.000+H – Terra verde – 32S/32Q/16D  | Guido Andreozzi 6–0, 6–4                          | Nicolás Kicker                  | Jozef Kovalík Mathias Bourgue         | Roberto Carballés Baena Andrej Martin Maxime Chazal Alessandro Giannessi      |
| 8 febbraio  | Santo Domingo Open Santo Domingo, Repubblica Dominicana $75.000+H – Terra verde – 32S/32Q/16D  | Ariel Behar Giovanni Lapentti 7–5, 6–4            | Jonathan Eysseric Franko Škugor | Jozef Kovalík Mathias Bourgue         | Roberto Carballés Baena Andrej Martin Maxime Chazal Alessandro Giannessi      |
| 8 febbraio  | Internazionali di Tennis di Bergamo Bergamo, Italia €42.500+H – Cemento indoor – 32S/32Q/16D   | Pierre-Hugues Herbert 6–3, 7–6(5)                 | Jahor Herasimaŭ                 | Hiroki Moriya Gregoire Barrere        | Michael Berrer Aldin Šetkić Peter Gojowczyk Marco Chiudinelli                 |
| 8 febbraio  | Internazionali di Tennis di Bergamo Bergamo, Italia €42.500+H – Cemento indoor – 32S/32Q/16D   | Ken Skupski Neal Skupski 6–3, 7–5                 | Nikola Metkić Antonio Šančić    | Hiroki Moriya Gregoire Barrere        | Michael Berrer Aldin Šetkić Peter Gojowczyk Marco Chiudinelli                 |
| 15 febbraio | Wrocław Open Cracovia, Polonia €85.000+H - Cemento indoor – 32S/32Q/16D                        | Marco Chiudinelli 6–3, 7–6(9)                     | Jan Hernych                     | Konstantin Kravčuk Dustin Brown       | Evgenij Donskoj Aleksandr Kudrjavcev Jürgen Zopp Albano Olivetti              |
| 15 febbraio | Wrocław Open Cracovia, Polonia €85.000+H - Cemento indoor – 32S/32Q/16D                        | Pierre-Hugues Herbert Albano Olivetti 6–3, 7–6(4) | Nikola Metkic Antonio Šančić    | Konstantin Kravčuk Dustin Brown       | Evgenij Donskoj Aleksandr Kudrjavcev Jürgen Zopp Albano Olivetti              |
| 15 febbraio | Morelos Open Cuernavaca, Messico $50.000+H – Cemento – 32S/32Q/16D                             | Gerald Melzer 7–6(4), 6–3                         | Alejandro González              | Alessandro Giannessi Horacio Zeballos | Alexander Sarkissian Adrián Menéndez Maceiras Tobias Kamke Nicolás Barrientos |
| 15 febbraio | Morelos Open Cuernavaca, Messico $50.000+H – Cemento – 32S/32Q/16D                             | Philip Bester Peter Polansky 6–4, 3–6, [10–6]     | Marcelo Arévalo Sergio Galdós   | Alessandro Giannessi Horacio Zeballos | Alexander Sarkissian Adrián Menéndez Maceiras Tobias Kamke Nicolás Barrientos |
| 15 febbraio | Delhi Open Nuova Delhi, India $50.000 – Cemento – 32S/25Q/16D                                  | Stéphane Robert 6–3, 6–0                          | Saketh Myneni                   | Flavio Cipolla Kimmer Coppejans       | Jimmy Wang Dmitrij Popko Li Zhe Prajnesh Gunneswaran                          |
| 15 febbraio | Delhi Open Nuova Delhi, India $50.000 – Cemento – 32S/25Q/16D                                  | Yuki Bhambri Mahesh Bhupathi 6–3, 4–6, [10–5]     | Saketh Myneni Sanam Singh       | Flavio Cipolla Kimmer Coppejans       | Jimmy Wang Dmitrij Popko Li Zhe Prajnesh Gunneswaran                          |
| 22 febbraio | Challenger La Manche Cherbourg, Francia €42.500+H – Cemento indoor – 32S/32Q/16D               | Jordan Thompson 4–6, 6–4, 6–1                     | Adam Pavlásek                   | Kenny De Schepper Vincent Millot      | Frederik Nielsen Daniel Brands Pierre-Hugues Herbert Karen Chačanov           |
| 22 febbraio | Challenger La Manche Cherbourg, Francia €42.500+H – Cemento indoor – 32S/32Q/16D               | Ken Skupski Neal Skupski 4–6, 6–3, [10–6]         | Yoshihito Nishioka Aldin Šetkić | Kenny De Schepper Vincent Millot      | Frederik Nielsen Daniel Brands Pierre-Hugues Herbert Karen Chačanov           |
| 22 febbraio | All Japan Indoor Tennis Championships Kyoto, Giappone $50.000+H – Cemento indoor – 32S/32Q/16D | Yūichi Sugita 5–7, 6–3, 6–4                       | Zhang Ze                        | Matthew Barton Yuya Kibi              | Llyod George Harris Gō Soeda Jimmy Wang Peter Kobelt                          |
| 22 febbraio | All Japan Indoor Tennis Championships Kyoto, Giappone $50.000+H – Cemento indoor – 32S/32Q/16D | Gong Mao-Xin Yi Chu-Huan 6–3, 7–6(7)              | Gō Soeda Yasutaka Uchiyama      | Matthew Barton Yuya Kibi              | Llyod George Harris Gō Soeda Jimmy Wang Peter Kobelt                          |
| 29 febbraio | Open Quimper Bretagne Occidentale Quimper, Francia €42.500+H – Cemento indoor – 32S/18Q/16D    | Andrej Rublëv 6(6)–7, 6–4, 6–4                    | Paul-Henri Mathieu              | Nikola Metkić Serhij Stachovs'kyj     | Igor Sijsling Tobias Kamke Lukáš Lacko Romain Jouan                           |
| 29 febbraio | Open Quimper Bretagne Occidentale Quimper, Francia €42.500+H – Cemento indoor – 32S/18Q/16D    | Tristan Lamasine Albano Olivetti 6–2, 4–6, [10–7] | Nikola Metkić Antonio Šančić    | Nikola Metkić Serhij Stachovs'kyj     | Igor Sijsling Tobias Kamke Lukáš Lacko Romain Jouan                           |

### Marzo
| Settimana | Torneo                                                                                     | Campione                                                  | Finalista                             | Semifinalisti                         | Eliminati ai quarti                                                             |
| --------- | ------------------------------------------------------------------------------------------ | --------------------------------------------------------- | ------------------------------------- | ------------------------------------- | ------------------------------------------------------------------------------- |
| 7 marzo   | Abierto de Puebla Puebla, Messico $75.000+H – Cemento indoor – 32S/32Q/16D                 | Eduardo Struvay 4–6, 6–4, 6–4                             | Peđa Krstin                           | Benjamin Becker Agustín Velotti       | João Souza Stefano Napolitano Marinko Matosevic Nikola Milojević                |
| 7 marzo   | Abierto de Puebla Puebla, Messico $75.000+H – Cemento indoor – 32S/32Q/16D                 | Marcus Daniell Artem Sitak 3–6, 6–2, [12–10]              | Santiago González Mate Pavić          | Benjamin Becker Agustín Velotti       | João Souza Stefano Napolitano Marinko Matosevic Nikola Milojević                |
| 7 marzo   | Santiago Challenger Santiago, Cile $50.000+H – Terra rossa – 32S/15Q/16D                   | Facundo Bagnis 6(3)–7, 6–4, 6–3                           | Rogério Dutra da Silva                | Gonzalo Lama Thiago Monteiro          | Maximiliano Estévez Rubén Ramírez Hidalgo Guilherme Clezar Juan Ignacio Londero |
| 7 marzo   | Santiago Challenger Santiago, Cile $50.000+H – Terra rossa – 32S/15Q/16D                   | Julio Peralta Hans Podlipnik-Castillo 7–6(4), 4–6, [10–5] | Facundo Bagnis Máximo González        | Gonzalo Lama Thiago Monteiro          | Maximiliano Estévez Rubén Ramírez Hidalgo Guilherme Clezar Juan Ignacio Londero |
| 7 marzo   | Zhuhai Open Zhuhai, Cina $50.000+H – Cemento – 32S/27Q/16D                                 | Thomas Fabbiano 5–7, 6–1, 6–3                             | Zhang Ze                              | Yuki Bhambri Jordan Thompson          | Saketh Myneni Franko Škugor Aleksandr Kudrjavcev Márton Fucsovics               |
| 7 marzo   | Zhuhai Open Zhuhai, Cina $50.000+H – Cemento – 32S/27Q/16D                                 | Gong Mao-Xin Yi Chu-Huan 2–6, 6–1, [10–5]                 | Hsieh Cheng-Peng Wu Di                | Yuki Bhambri Jordan Thompson          | Saketh Myneni Franko Škugor Aleksandr Kudrjavcev Márton Fucsovics               |
| 7 marzo   | Jönköping Challenger Jönköping, Svezia €42.500+H – Cemento indoor – 32S/27Q/16D            | Andrej Golubev 6(9)–7, 7–6(5), 7–6(4)                     | Karen Chačanov                        | Jan-Lennard Struff Matwé Middelkoop   | Andrea Arnaboldi Tristane Lamasine Elias Ymer Patrik Rosenholm                  |
| 7 marzo   | Jönköping Challenger Jönköping, Svezia €42.500+H – Cemento indoor – 32S/27Q/16D            | Isak Arvidsson Fred Simonsson 6–3, 3–6, [10–6]            | Markus Eriksson Milos Sekulic         | Jan-Lennard Struff Matwé Middelkoop   | Andrea Arnaboldi Tristane Lamasine Elias Ymer Patrik Rosenholm                  |
| 14 marzo  | Irving Tennis Classic Irving, Stati Uniti $125.000+H – Cemento – 32S/16Q/16D               | Marcel Granollers 6–1, 6–1                                | Aljaž Bedene                          | Jared Donaldson Ivan Dodig            | Andrej Rublëv Frances Tiafoe Lukáš Rosol Diego Schwartzman                      |
| 14 marzo  | Irving Tennis Classic Irving, Stati Uniti $125.000+H – Cemento – 32S/16Q/16D               | Nicholas Monroe Aisam-ul-Haq Qureshi 6–2, 5–7, [10–4]     | Chris Guccione André Sá               | Jared Donaldson Ivan Dodig            | Andrej Rublëv Frances Tiafoe Lukáš Rosol Diego Schwartzman                      |
| 14 marzo  | Jalisco Open Guadalajara, Messico $100.000 – Cemento – 32S/32Q/16D                         | Malek Jaziri 5–7, 6–3, 7–6(5)                             | Stéphane Robert                       | Alexander Sarkissian Horacio Zeballos | Alejandro González Dennis Novikov Adrián Menéndez Maceiras Lucas Pouille        |
| 14 marzo  | Jalisco Open Guadalajara, Messico $100.000 – Cemento – 32S/32Q/16D                         | Gero Kretschmer Alexander Satschko 6–3, 4–6, [10–2]       | Santiago González Mate Pavić          | Alexander Sarkissian Horacio Zeballos | Alejandro González Dennis Novikov Adrián Menéndez Maceiras Lucas Pouille        |
| 14 marzo  | Challenger de Drummondville Drummondville, Canada $50.000+H – Cemento indoor – 32S/24Q/16D | Daniel Evans 6–3, 6–4                                     | Edward Corrie                         | Tim van Rijthoven Denis Shapovalov    | Frank Dancevic Peter Polansky Philip Bester Renzo Olivo                         |
| 14 marzo  | Challenger de Drummondville Drummondville, Canada $50.000+H – Cemento indoor – 32S/24Q/16D | James Cerretani Max Schnur 3–6, 6–3, [11–9]               | Daniel Evans Lloyd Glasspool          | Tim van Rijthoven Denis Shapovalov    | Frank Dancevic Peter Polansky Philip Bester Renzo Olivo                         |
| 14 marzo  | ATP Challenger Guangzhou Canton, Cina $50.000+H – Cemento – 32S/32Q/16D                    | Nikoloz Basilašvili 6–1, 6(6)–7, 7–5                      | Lukáš Lacko                           | Zhang Ze Dudi Sela                    | Li Zhe Marsel İlhan Franko Škugor Gō Soeda                                      |
| 14 marzo  | ATP Challenger Guangzhou Canton, Cina $50.000+H – Cemento – 32S/32Q/16D                    | Aleksandr Kudrjavcev Denys Molčanov 6–2, 6–2              | Sanchai Ratiwatana Sonchat Ratiwatana | Zhang Ze Dudi Sela                    | Li Zhe Marsel İlhan Franko Škugor Gō Soeda                                      |
| 14 marzo  | Kazan Kremlin Cup Kazan', Russia $40.000+H – Cemento indoor – 32S/25Q/16D                  | Tobias Kamke 6–4, 6–2                                     | Aslan Karacev                         | Daniil Medvedev Konstantin Kravčuk    | Il'ja Ivaška Karen Chačanov Alexandre Sidorenko Oleksandr Nedovjesov            |
| 14 marzo  | Kazan Kremlin Cup Kazan', Russia $40.000+H – Cemento indoor – 32S/25Q/16D                  | Aljaksandr Bury Igor Zelenay 6–2, 4–6, [10–6]             | Konstantin Kravčuk Philipp Oswald     | Daniil Medvedev Konstantin Kravčuk    | Il'ja Ivaška Karen Chačanov Alexandre Sidorenko Oleksandr Nedovjesov            |
| 21 marzo  | Gemdale ATP Challenger Shenzhen, Cina $75.000+H – Cemento – 32S/28Q/16D                    | Dudi Sela 6–4, 6–3                                        | Wu Di                                 | Thomas Fabbiano Adam Pavlásek         | Jordan Thompson Marsel İlhan Saketh Myneni Peter Gojowczyk                      |
| 21 marzo  | Gemdale ATP Challenger Shenzhen, Cina $75.000+H – Cemento – 32S/28Q/16D                    | Luke Saville Jordan Thompson 3–6, 6–4, [12–10]            | Saketh Myneni Jeevan Nedunchezhiyan   | Thomas Fabbiano Adam Pavlásek         | Jordan Thompson Marsel İlhan Saketh Myneni Peter Gojowczyk                      |
| 21 marzo  | San Luis Potosí Challenger San Luis Potosí, Messico $50.000+H – Terra rossa – 32S/32Q/16D  | Peđa Krstin 6–4, 6–2                                      | Marcelo Arévalo                       | Federico Gaio Albert Montañés         | Hans Podlipnik-Castillo André Ghem Caio Zampieri Mohamed Safwat                 |
| 21 marzo  | San Luis Potosí Challenger San Luis Potosí, Messico $50.000+H – Terra rossa – 32S/32Q/16D  | Marcus Daniell Artem Sitak 6–3, 7–6(4)                    | Santiago González Mate Pavić          | Federico Gaio Albert Montañés         | Hans Podlipnik-Castillo André Ghem Caio Zampieri Mohamed Safwat                 |
| 28 marzo  | Israel Open Ra'anana, Israele $125.000 – Cemento – 32S/24Q/16D                             | Evgenij Donskoj 6–4, 6–4                                  | Ričardas Berankis                     | Thomas Fabbiano Dudi Sela             | Marco Chiudinelli Chen Ti Konstantin Kravčuk Amir Weintraub                     |
| 28 marzo  | Israel Open Ra'anana, Israele $125.000 – Cemento – 32S/24Q/16D                             | Konstantin Kravčuk Denys Molčanov 4–6, 7–6(1), [10–4]     | Jonathan Erlich Philipp Oswald        | Thomas Fabbiano Dudi Sela             | Marco Chiudinelli Chen Ti Konstantin Kravčuk Amir Weintraub                     |
| 28 marzo  | Torneo Internacional Challenger León León, Messico $75.000+H – Cemento – 32S/32Q/16D       | Michael Berrer 6–3, 6–2                                   | João Souza                            | Daniel Nguyen Caio Zampieri           | André Ghem Alejandro González Malek Jaziri Adrián Menéndez Maceiras             |
| 28 marzo  | Torneo Internacional Challenger León León, Messico $75.000+H – Cemento – 32S/32Q/16D       | Santiago González Mate Pavić 6–4, 3–6, [13–11]            | Samuel Groth Leander Paes             | Daniel Nguyen Caio Zampieri           | André Ghem Alejandro González Malek Jaziri Adrián Menéndez Maceiras             |
| 28 marzo  | Saint-Brieuc Challenger Saint-Brieuc, Francia €42.500+H – Cemento indoor – 32S/32Q/16D     | Alexandre Sidorenko 2–6, 6–3, 7–6(3)                      | Igor Sijsling                         | Oleksandr Nedovjesov Gleb Sakharov    | Tobias Kamke Federico Gaio Gregoire Barrere Daniel Evans                        |
| 28 marzo  | Saint-Brieuc Challenger Saint-Brieuc, Francia €42.500+H – Cemento indoor – 32S/32Q/16D     | Rameez Junaid Andreas Siljeström 5–7, 7–6(4), [10–8]      | James Cerretani Antal Van Der Duim    | Oleksandr Nedovjesov Gleb Sakharov    | Tobias Kamke Federico Gaio Gregoire Barrere Daniel Evans                        |

### Aprile
| Settimana | Torneo                                                                                     | Campione                                                      | Finalista                             | Semifinalisti                        | Eliminati ai quarti                                                         |
| --------- | ------------------------------------------------------------------------------------------ | ------------------------------------------------------------- | ------------------------------------- | ------------------------------------ | --------------------------------------------------------------------------- |
| 4 aprile  | Open Guadeloupe Le Gosier, Guadalupa $100.000+H – Cemento – 32S/15Q/16D                    | Malek Jaziri 6–2, 6–4                                         | Stefan Kozlov                         | Yoshihito Nishioka Taylor Fritz      | Rajeev Ram Vincent Millot Thiago Monteiro Tatsuma Itō                       |
| 4 aprile  | Open Guadeloupe Le Gosier, Guadalupa $100.000+H – Cemento – 32S/15Q/16D                    | James Cerretani Antal Van Der Duim 6–2, 5–7, [10–8]           | Austin Krajicek Mitchell Krueger      | Yoshihito Nishioka Taylor Fritz      | Rajeev Ram Vincent Millot Thiago Monteiro Tatsuma Itō                       |
| 4 aprile  | Tennis Napoli Cup Napoli, Italia €42.500+H – Terra rossa – 32S/32Q/16D                     | Jozef Kovalík 6–3, 6–2                                        | Arthur De Greef                       | Marius Copil Gastão Elias            | Roberto Carballés Baena Salvatore Caruso Uladzimir Ihnacik Filippo Volandri |
| 4 aprile  | Tennis Napoli Cup Napoli, Italia €42.500+H – Terra rossa – 32S/32Q/16D                     | Gero Kretschmer Alexander Satschko 6–1, 6–3                   | Matteo Donati Stefano Napolitano      | Marius Copil Gastão Elias            | Roberto Carballés Baena Salvatore Caruso Uladzimir Ihnacik Filippo Volandri |
| 11 aprile | Sarasota Open Sarasota, Stati Uniti $100.000 – Terra verde – 32S/28Q/16D                   | Miša Zverev 6–4, 7–6(2)                                       | Gerald Melzer                         | Guilherme Clezar Bjorn Fratangelo    | Noah Rubin Quentin Halys Tomás Lipovšek Puches Henri Laaksonen              |
| 11 aprile | Sarasota Open Sarasota, Stati Uniti $100.000 – Terra verde – 32S/28Q/16D                   | Facundo Argüello Nicolás Kicker 4–6, 6–4, [10–6]              | Marcelo Arévalo Sergio Galdós         | Guilherme Clezar Bjorn Fratangelo    | Noah Rubin Quentin Halys Tomás Lipovšek Puches Henri Laaksonen              |
| 11 aprile | Gwangju Open Gwangju, Corea del Sud $50.000+H – Cemento – 32S/13Q/16D                      | Ričardas Berankis 6–3, 6–2                                    | Grega Žemlja                          | Wu Di Tatsuma Itō                    | Chung Hong Lee Duckhee Matt Reid Jeremy Jahn                                |
| 11 aprile | Gwangju Open Gwangju, Corea del Sud $50.000+H – Cemento – 32S/13Q/16D                      | Sanchai Ratiwatana Sonchat Ratiwatana 6–3, 6–2                | Frederik Nielsen David O'Hare         | Wu Di Tatsuma Itō                    | Chung Hong Lee Duckhee Matt Reid Jeremy Jahn                                |
| 11 aprile | Open Città della Disfida Barletta, Italia €42.500+H – Terra rossa – 32S/32Q/16D            | Elias Ymer 7–5, 6–4                                           | Adam Pavlásek                         | Jürgen Zopp Enrique López Pérez      | Rogério Dutra da Silva Gastão Elias Lorenzo Sonego Alessandro Giannessi     |
| 11 aprile | Open Città della Disfida Barletta, Italia €42.500+H – Terra rossa – 32S/32Q/16D            | Johan Brunström Andreas Siljeström 0–6, 6–4, [10–8]           | Flavio Cipolla Rogério Dutra da Silva | Jürgen Zopp Enrique López Pérez      | Rogério Dutra da Silva Gastão Elias Lorenzo Sonego Alessandro Giannessi     |
| 18 aprile | Nanjing Challenger Nanchino, Cina $50.000+H – Terra rossa – 32S/29Q/16D                    | Ričardas Berankis 6–3, 6–4                                    | Grega Žemlja                          | Jordan Thompson Oleksandr Nedovjesov | Nicolás Barrientos Jason Jung Daniel Nguyen Rubén Ramírez Hidalgo           |
| 18 aprile | Nanjing Challenger Nanchino, Cina $50.000+H – Terra rossa – 32S/29Q/16D                    | Saketh Myneni Jeevan Nedunchezhiyan 6–3, 6–3                  | Denys Molčanov Oleksandr Nedovjesov   | Jordan Thompson Oleksandr Nedovjesov | Nicolás Barrientos Jason Jung Daniel Nguyen Rubén Ramírez Hidalgo           |
| 18 aprile | São Paulo Challenger de Tênis San Paolo, Brasile $50.000+H – Terra rossa – 32S/31Q/16D     | Gonzalo Lama 6–2, 6–2                                         | Ernesto Escobedo                      | Thiago Monteiro Christian Lindell    | Juan Ignacio Londero Marco Bortolotti Jose Pereira Marcelo Arévalo          |
| 18 aprile | São Paulo Challenger de Tênis San Paolo, Brasile $50.000+H – Terra rossa – 32S/31Q/16D     | Fabricio Neis Caio Zampieri 6–4, 7–6(3)                       | Jose Pereira Alexandre Tsuchiya       | Thiago Monteiro Christian Lindell    | Juan Ignacio Londero Marco Bortolotti Jose Pereira Marcelo Arévalo          |
| 18 aprile | ATP Challenger Torino Torino, Italia €42.500+H – Terra rossa – 32S/32Q/16D                 | Gastão Elias 3–6, 6–4, 6–2                                    | Enrique López Pérez                   | Filippo Volandri Laslo Đere          | Blaž Rola Kimmer Coppejans Hans Podlipnik-Castillo Edoardo Eremin           |
| 18 aprile | ATP Challenger Torino Torino, Italia €42.500+H – Terra rossa – 32S/32Q/16D                 | Andrej Martin Hans Podlipnik-Castillo 4–6, 7–6(3), [12–10]    | Rameez Junaid Mateusz Kowalczyk       | Filippo Volandri Laslo Đere          | Blaž Rola Kimmer Coppejans Hans Podlipnik-Castillo Edoardo Eremin           |
| 18 aprile | Savannah Challenger Savannah, Stati Uniti $50.000 – Terra verde – 32S/19Q/16D              | Bjorn Fratangelo 6–1, 6–3                                     | Jared Donaldson                       | Denis Kudla Donald Young             | Nicolás Jarry Frances Tiafoe Gerald Melzer Nicolás Kicker                   |
| 18 aprile | Savannah Challenger Savannah, Stati Uniti $50.000 – Terra verde – 32S/19Q/16D              | Brian Baker Ryan Harrison 5–7, 7–6(4), [10–8]                 | Purav Raja Divij Sharan               | Denis Kudla Donald Young             | Nicolás Jarry Frances Tiafoe Gerald Melzer Nicolás Kicker                   |
| 25 aprile | Kunming Open Anning, Cina $100.000 – Terra rossa – 32S/12Q/16D                             | Jordan Thompson 6–3, 6–2                                      | Mathias Bourgue                       | Saketh Myneni Oleksandr Nedovjesov   | Andrew Whittington Arthur De Greef Bastian Trinker Rubén Ramírez Hidalgo    |
| 25 aprile | Kunming Open Anning, Cina $100.000 – Terra rossa – 32S/12Q/16D                             | Bai Yan Riccardo Ghedin 4–6, 6–3, [10–6]                      | Denys Molčanov Oleksandr Nedovjesov   | Saketh Myneni Oleksandr Nedovjesov   | Andrew Whittington Arthur De Greef Bastian Trinker Rubén Ramírez Hidalgo    |
| 25 aprile | Santaizi ATP Challenger Taipei, Taiwan $75.000+H – Cemento indoor – 32S/24Q/16D            | Daniel Evans 3–6, 6–4, 6–4                                    | Konstantin Kravčuk                    | Ričardas Berankis Liam Broady        | Serhij Stachovs'kyj Marinko Matosevic Tatsuma Itō Amir Weintraub            |
| 25 aprile | Santaizi ATP Challenger Taipei, Taiwan $75.000+H – Cemento indoor – 32S/24Q/16D            | Hsieh Cheng-Peng Yang Tsung-Hua 7–6(6), 6–4                   | Frederik Nielsen David O'Hare         | Ričardas Berankis Liam Broady        | Serhij Stachovs'kyj Marinko Matosevic Tatsuma Itō Amir Weintraub            |
| 25 aprile | Ostrava Open Challenger Ostrava, Repubblica Ceca €42.500+H – Terra rossa – 32S/24Q/16D     | Constant Lestienne 6(5)–7, 6–1, 6–2                           | Zdeněk Kolář                          | Marek Michalička Stefano Napolitano  | Jordi Samper Montana Laslo Đere Jürgen Zopp Gregoire Barrere                |
| 25 aprile | Ostrava Open Challenger Ostrava, Repubblica Ceca €42.500+H – Terra rossa – 32S/24Q/16D     | Sander Arends Tristan-Samuel Weissborn 7–6(8), 6(4)–7, [10–5] | Lukáš Dlouhy Hans Podlipnik-Castillo  | Marek Michalička Stefano Napolitano  | Jordi Samper Montana Laslo Đere Jürgen Zopp Gregoire Barrere                |
| 25 aprile | Tallahassee Tennis Challenger Tallahassee, Stati Uniti $50.000 – Terra verde – 32S/18Q/16D | Quentin Halys 6(6)–7, 6–4, 6–2                                | Frances Tiafoe                        | Ryan Harrison James McGee            | Donald Young Noah Rubin James Ward Stefan Kozlov                            |
| 25 aprile | Tallahassee Tennis Challenger Tallahassee, Stati Uniti $50.000 – Terra verde – 32S/18Q/16D | Dennis Novikov Julio Peralta 4–6, 6–3, [10–5]                 | Peter Luczak Marc Polmans             | Ryan Harrison James McGee            | Donald Young Noah Rubin James Ward Stefan Kozlov                            |

### Maggio
| Settimana | Torneo                                                                                              | Campione                                            | Finalista                              | Semifinalisti                       | Eliminati ai quarti                                                  |
| --------- | --------------------------------------------------------------------------------------------------- | --------------------------------------------------- | -------------------------------------- | ----------------------------------- | -------------------------------------------------------------------- |
| 2 maggio  | Busan Open Challenger Pusan, Corea del Sud $100.000+H – Cemento – 32S/32Q/16D                       | Konstantin Kravčuk 6–4, 6–4                         | Daniel Evans                           | Grega Žemlja John Millman           | Marco Chiudinelli Marinko Matosevic Yūichi Sugita Liam Broady        |
| 2 maggio  | Busan Open Challenger Pusan, Corea del Sud $100.000+H – Cemento – 32S/32Q/16D                       | Samuel Groth Leander Paes 4–6, 6–1, [10–7]          | Sanchai Ratiwatana Sonchat Ratiwatana  | Grega Žemlja John Millman           | Marco Chiudinelli Marinko Matosevic Yūichi Sugita Liam Broady        |
| 2 maggio  | Open du Pays d'Aix Aix-en-Provence, Francia €85.000+H – Terra rossa – 32S/22Q/16D                   | Thiago Monteiro 4–6, 6–4, 6–1                       | Carlos Berlocq                         | Elias Ymer Renzo Olivo              | Lukáš Rosol Rogério Dutra da Silva Tristan Lamasine Marek Michalička |
| 2 maggio  | Open du Pays d'Aix Aix-en-Provence, Francia €85.000+H – Terra rossa – 32S/22Q/16D                   | Oliver Marach Philipp Oswald 6–1, 4–6, [10–7]       | Guillermo Durán Máximo González        | Elias Ymer Renzo Olivo              | Lukáš Rosol Rogério Dutra da Silva Tristan Lamasine Marek Michalička |
| 2 maggio  | Karshi Challenger Karshi, Uzbekistan $50.000+H – Cemento – 32S/28Q/16D                              | Marko Tepavac 2–6, 6–3, 7–6(4)                      | Dudi Sela                              | Radu Albot Il'ja Ivaška             | Dmitrij Popko Maksim Dubarenko Steven Diez Karen Chačanov            |
| 2 maggio  | Karshi Challenger Karshi, Uzbekistan $50.000+H – Cemento – 32S/28Q/16D                              | Enrique López Pérez Jeevan Nedunchezhiyan 6–1, 6–4  | Aleksandre Metreveli Dmitrij Popko     | Radu Albot Il'ja Ivaška             | Dmitrij Popko Maksim Dubarenko Steven Diez Karen Chačanov            |
| 2 maggio  | Roma Open Roma, Italia €42.500+H – Terra rossa – 32S/25Q/16D                                        | Kyle Edmund 7–6(2), 6–0                             | Filip Krajinović                       | Jiří Veselý Filippo Volandri        | Tobias Kamke Andrea Pellegrino Marco Trungelliti Blaž Rola           |
| 2 maggio  | Roma Open Roma, Italia €42.500+H – Terra rossa – 32S/25Q/16D                                        | Bai Yan Li Zhe 6–3, 3–6, [11–9]                     | Sander Arends Tristan-Samuel Weissborn | Jiří Veselý Filippo Volandri        | Tobias Kamke Andrea Pellegrino Marco Trungelliti Blaž Rola           |
| 9 maggio  | Seoul Open Challenger Seul, Corea del Sud $100.000+H – Cemento – 32S/32Q/16D                        | Serhij Stachovs'kyj 4–6, 6–3, 7–6(7)                | Lu Yen-hsun                            | Lukáš Lacko Aleksandr Kudrjavcev    | John Millman Jason Jung Samuel Groth Lee Duckhee                     |
| 9 maggio  | Seoul Open Challenger Seul, Corea del Sud $100.000+H – Cemento – 32S/32Q/16D                        | Matt Reid John-Patrick Smith 6–3, 7–5               | Gong Mao-Xin Yi Chu-Huan               | Lukáš Lacko Aleksandr Kudrjavcev    | John Millman Jason Jung Samuel Groth Lee Duckhee                     |
| 9 maggio  | Tournoi International de Tennis de Bordeaux Bordeaux, Francia €85.000+H – Terra rossa – 32S/30Q/16D | Rogério Dutra da Silva 6–3, 6–1                     | Bjorn Fratangelo                       | Máximo González Elias Ymer          | Steve Darcis André Ghem Daniil Medvedev Jonathan Eysseric            |
| 9 maggio  | Tournoi International de Tennis de Bordeaux Bordeaux, Francia €85.000+H – Terra rossa – 32S/30Q/16D | Johan Brunström Andreas Siljeström 6–1, 3–6, [10–4] | Guillermo Durán Máximo González        | Máximo González Elias Ymer          | Steve Darcis André Ghem Daniil Medvedev Jonathan Eysseric            |
| 9 maggio  | Heilbronner Neckarcup Heilbronn, Germania €64.000+H – Terra rossa indoor – 32S/32Q/16D              | Nikoloz Basilašvili 6–4, 7–6(3)                     | Jan-Lennard Struff                     | Jozef Kovalík Albert Montañés       | Carlos Berlocq Igor Sijsling Yannick Reuter Florian Mayer            |
| 9 maggio  | Heilbronner Neckarcup Heilbronn, Germania €64.000+H – Terra rossa indoor – 32S/32Q/16D              | Sander Arends Tristan-Samuel Weissborn 6–3, 6–4     | Nikola Mektić Antonio Šančić           | Jozef Kovalík Albert Montañés       | Carlos Berlocq Igor Sijsling Yannick Reuter Florian Mayer            |
| 9 maggio  | Samarkand Challenger Samarcanda, Uzbekistan $50.000+H – Terra rossa – 32S/32Q/16D                   | Karen Chačanov 6–1, 6(6)–7, 6–1                     | Rubén Ramírez Hidalgo                  | Agustín Velotti Ramkumar Ramanathan | Il'ja Ivaška Frederico Ferreira Silva Amir Weintraub Radu Albot      |
| 9 maggio  | Samarkand Challenger Samarcanda, Uzbekistan $50.000+H – Terra rossa – 32S/32Q/16D                   | Denis Macukevič Andrėj Vasileŭski 6–4, 5–7, [10–5]  | Hsieh Cheng-Peng Yang Tsung-Hua        | Agustín Velotti Ramkumar Ramanathan | Il'ja Ivaška Frederico Ferreira Silva Amir Weintraub Radu Albot      |
| 16 maggio | Bangkok Open III Bangkok, Tailandia $50.000+H – Cemento – 32S/26Q/16D                               | James Duckworth 7–6(5), 6–4                         | Sam Barry                              | Alexander Ward Alexander Sarkissian | Mitchell Krueger Zhang Ze Llyod Glasspool Lu Yen-hsun                |
| 16 maggio | Bangkok Open III Bangkok, Tailandia $50.000+H – Cemento – 32S/26Q/16D                               | Chen Ti Jason Jung 6–4, 3–6, [10–8]                 | Dean O'Brien Ruan Roelofse             | Alexander Ward Alexander Sarkissian | Mitchell Krueger Zhang Ze Llyod Glasspool Lu Yen-hsun                |
| 16 maggio | Venice Challenge Save Cup Mestre, Italia €42.500 – Terra rossa – 32S/32Q/16D                        | Gastão Elias 7–6(0), 6–2                            | Horacio Zeballos                       | Paolo Lorenzi Joris De Loore        | Dennis Novak Matteo Viola Gianluca Mager Dušan Lajović               |
| 16 maggio | Venice Challenge Save Cup Mestre, Italia €42.500 – Terra rossa – 32S/32Q/16D                        | Fabricio Neis Caio Zampieri 7–6(3), 4–6, [12–10]    | Kevin Krawietz Dino Marcan             | Paolo Lorenzi Joris De Loore        | Dennis Novak Matteo Viola Gianluca Mager Dušan Lajović               |
| 23 maggio | Internazionali Città di Vicenza Vicenza, Italia €42.500 – Terra rossa – 32S/32Q/16D                 | Guido Andreozzi 6–0 ret.                            | Pere Riba                              | Gastão Elias Edoardo Eremin         | Nicolás Kicker Daniel Gimeno Traver Stefan Kozlov Andrej Golubev     |
| 23 maggio | Internazionali Città di Vicenza Vicenza, Italia €42.500 – Terra rossa – 32S/32Q/16D                 | Andrej Golubev Nikola Metkić 6–3, 6–3               | Gastão Elias Fabricio Neis             | Gastão Elias Edoardo Eremin         | Nicolás Kicker Daniel Gimeno Traver Stefan Kozlov Andrej Golubev     |
| 30 maggio | Czech Open Prostějov, Repubblica Ceca €106.500+H – Terra rossa – 32S/32Q/16D                        | Michail Kukuškin 6–1, 6–2                           | Márton Fucsovics                       | Íñigo Cervantes Karen Chačanov      | Ričardas Berankis Adam Pavlásek Jiří Veselý Lukáš Rosol              |
| 30 maggio | Czech Open Prostějov, Repubblica Ceca €106.500+H – Terra rossa – 32S/32Q/16D                        | Aljaksandr Bury Igor Zelenay 6–4, 6–4               | Julio Peralta Hans Podlipnik-Castillo  | Íñigo Cervantes Karen Chačanov      | Ričardas Berankis Adam Pavlásek Jiří Veselý Lukáš Rosol              |
| 30 maggio | Franken Challenge Fürth, Germania €42.500+H – Terra rossa – 32S/32Q/16D                             | Radu Albot 6–3, 6–4                                 | Jan-Lennard Struff                     | Máximo González Tobias Kamke        | Gerald Melzer Jozef Kovalík Albert Montañés Thiago Monteiro          |
| 30 maggio | Franken Challenge Fürth, Germania €42.500+H – Terra rossa – 32S/32Q/16D                             | Facundo Argüello Luis Davis Martinez 6–3, 6–4       | Andrej Martin Tristan-Samuel Weissborn | Máximo González Tobias Kamke        | Gerald Melzer Jozef Kovalík Albert Montañés Thiago Monteiro          |
| 30 maggio | Manchester Trophy Manchester, Gran Bretagna €42.500 – Erba – 32S/24Q/16D                            | Dustin Brown 7–6(5), 6–1                            | Lu Yen-hsun                            | Denis Kudla Peter Gojowczyk         | Samuel Groth Serhij Stachovs'kyj Alexander Ward James Ward           |
| 30 maggio | Manchester Trophy Manchester, Gran Bretagna €42.500 – Erba – 32S/24Q/16D                            | Purav Raja Divij Sharan 6–3, 3–6, [11–9]            | Ken Skupski Neal Skupski               | Denis Kudla Peter Gojowczyk         | Samuel Groth Serhij Stachovs'kyj Alexander Ward James Ward           |

### Giugno
| Settimana | Torneo                                                                                          | Campione                                                 | Finalista                                 | Semifinalisti                        | Eliminati ai quarti                                                             |
| --------- | ----------------------------------------------------------------------------------------------- | -------------------------------------------------------- | ----------------------------------------- | ------------------------------------ | ------------------------------------------------------------------------------- |
| 6 giugno  | Città di Caltanissetta Caltanissetta, Italia €106.500+H – Terra rossa – 32S/21Q/16D             | Paolo Lorenzi 6–3, 4–6, 7–6(7)                           | Matteo Donati                             | Alessandro Giannessi Guido Andreozzi | Gonzalo Lama Marcelo Arévalo Enrique López Pérez Gianluigi Quinzi               |
| 6 giugno  | Città di Caltanissetta Caltanissetta, Italia €106.500+H – Terra rossa – 32S/21Q/16D             | Guido Andreozzi Andrés Molteni 6–1, 6–2                  | Marcelo Arévalo Miguel Ángel Reyes Varela | Alessandro Giannessi Guido Andreozzi | Gonzalo Lama Marcelo Arévalo Enrique López Pérez Gianluigi Quinzi               |
| 6 giugno  | Moskow Challenger Mosca, Russia $75.000+H – Terra rossa – 32S/32Q/16D                           | Michail Kukuškin 6–3, 6–3                                | Steven Diez                               | Emilio Gómez Karen Chačanov          | Oleksandr Nedovjesov Aleksandr Bublik Dmitrij Popko Miki Janković               |
| 6 giugno  | Moskow Challenger Mosca, Russia $75.000+H – Terra rossa – 32S/32Q/16D                           | Facundo Argüello Roberto Maytín 6–2, 7–5                 | Aleksandre Metreveli Dmitrij Popko        | Emilio Gómez Karen Chačanov          | Oleksandr Nedovjesov Aleksandr Bublik Dmitrij Popko Miki Janković               |
| 6 giugno  | Open de Lyon Challenger Lione, Francia €64.000+H – Terra rossa – 32S/19Q/16D                    | Steve Darcis 3–6, 6–2, 6–0                               | Thiago Monteiro                           | João Souza Gregoire Barrere          | Kimmer Coppejans Carlos Berlocq Tommy Paul Henri Laaksonen                      |
| 6 giugno  | Open de Lyon Challenger Lione, Francia €64.000+H – Terra rossa – 32S/19Q/16D                    | Gregoire Barrere Tristan Lamasine 2–6, 6–3, [10–8]       | Jonathan Eysseric Franko Škugor           | João Souza Gregoire Barrere          | Kimmer Coppejans Carlos Berlocq Tommy Paul Henri Laaksonen                      |
| 6 giugno  | Sparta Prague Open Praga, Repubblica Ceca €42.500+H – Terra rossa – 32S/32Q/16D                 | Adam Pavlásek 6–4, 3–6, 6–3                              | Stéphane Robert                           | Jozef Kovalík Dennis Novak           | Lukáš Rosol Cedrik-Marcel Stebe Jürgen Zopp Rogério Dutra da Silva              |
| 6 giugno  | Sparta Prague Open Praga, Repubblica Ceca €42.500+H – Terra rossa – 32S/32Q/16D                 | Tomasz Bednarek Nikola Metkić 6–4, 5–7, [10–7]           | Zdeněk Kolář Matěj Vocel                  | Jozef Kovalík Dennis Novak           | Lukáš Rosol Cedrik-Marcel Stebe Jürgen Zopp Rogério Dutra da Silva              |
| 6 giugno  | Surbiton Trophy Surbiton, Gran Bretagna €42.500 – Erba – 32S/20Q/16D                            | Lu Yen-hsun 7–5, 7–6(11)                                 | Marius Copil                              | Bjorn Fratangelo Jordan Thompson     | Tobias Kamke Frances Tiafoe Luke Saville Dustin Brown                           |
| 6 giugno  | Surbiton Trophy Surbiton, Gran Bretagna €42.500 – Erba – 32S/20Q/16D                            | Purav Raja Divij Sharan 6–4, 7–6(3)                      | Ken Skupski Neal Skupski                  | Bjorn Fratangelo Jordan Thompson     | Tobias Kamke Frances Tiafoe Luke Saville Dustin Brown                           |
| 13 giugno | Fergana Challenger Fergana, Uzbekistan $50.000+H – Cemento – 32S/29Q/16D                        | Radu Albot 6–4, 6–2                                      | Konstantin Kravčuk                        | Nikola Milojević Lee Duckhee         | Il'ja Ivaška Aleksandr Kudrjavcev Dmitrij Popko Shuichi Sekiguchi               |
| 13 giugno | Fergana Challenger Fergana, Uzbekistan $50.000+H – Cemento – 32S/29Q/16D                        | Yannick Jankovits Luca Margaroli 6–4, 7–6(4)             | Toshihide Matsui Vishnu Vardhan           | Nikola Milojević Lee Duckhee         | Il'ja Ivaška Aleksandr Kudrjavcev Dmitrij Popko Shuichi Sekiguchi               |
| 13 giugno | Internationaux de Tennis de Blois Blois, Francia €42.500+H – Terra rossa – 32S/20Q/16D          | Carlos Berlocq 6–2, 6–0                                  | Steve Darcis                              | Antal Van Der Duim Gregoire Barrere  | Zhang Ze Andreas Beck Miljan Zekić Scott Greikspoor                             |
| 13 giugno | Internationaux de Tennis de Blois Blois, Francia €42.500+H – Terra rossa – 32S/20Q/16D          | Alexander Satschko Simon Stadler 6–3, 7–6(2)             | Gong Mao-Xin Yasutaka Uchiyama            | Antal Van Der Duim Gregoire Barrere  | Zhang Ze Andreas Beck Miljan Zekić Scott Greikspoor                             |
| 13 giugno | Internazionali di Tennis Città di Perugia Perugia, Italia €42.500+H – Terra rossa – 32S/19Q/16D | Nicolás Kicker 2–6, 6–3, 6–0                             | Blaž Rola                                 | Juan Ignacio Londero Elias Ymer      | Rogério Dutra da Silva Guido Andreozzi Marco Cecchinato Roberto Carballés Baena |
| 13 giugno | Internazionali di Tennis Città di Perugia Perugia, Italia €42.500+H – Terra rossa – 32S/19Q/16D | Rogério Dutra da Silva Andrés Molteni 7–5, 6–3           | Nicolás Barrientos Fabricio Neis          | Juan Ignacio Londero Elias Ymer      | Rogério Dutra da Silva Guido Andreozzi Marco Cecchinato Roberto Carballés Baena |
| 13 giugno | Poprad-Tatry Challenger Tour Poprad, Slovacchia €42.500+H – Terra rossa – 32S/27Q/16D           | Horacio Zeballos 6–3, 6–4                                | Gerald Melzer                             | Martin Kližan Andrej Martin          | Adam Pavlásek Rubén Ramírez Hidalgo Kimmer Coppejans Jozef Kovalík              |
| 13 giugno | Poprad-Tatry Challenger Tour Poprad, Slovacchia €42.500+H – Terra rossa – 32S/27Q/16D           | Ariel Behar Andrej Golubev 6–2, 5–7, [10–5]              | Lukáš Dlouhy Andrej Martin                | Martin Kližan Andrej Martin          | Adam Pavlásek Rubén Ramírez Hidalgo Kimmer Coppejans Jozef Kovalík              |
| 13 giugno | Ilkley Trophy Ilkley, Gran Bretagna €42.500 – Erba – 32S/28Q/16D                                | Lu Yen-hsun 7–6(4), 6–2                                  | Vincent Millot                            | Brydan Klein Michał Przysiężny       | Jordan Thompson Ryan Harrison Quentin Halys Renzo Olivo                         |
| 13 giugno | Ilkley Trophy Ilkley, Gran Bretagna €42.500 – Erba – 32S/28Q/16D                                | Wesley Koolhof Matwé Middelkoop 7–6(5), 0–6, [10–8]      | Marcelo Demoliner Aisam-ul-Haq Qureshi    | Brydan Klein Michał Przysiężny       | Jordan Thompson Ryan Harrison Quentin Halys Renzo Olivo                         |
| 20 giugno | Milano ATP Challenger Milano, Italia €42.500 – Terra rossa – 32S/32Q/16D                        | Marco Cecchinato 6–2, 6–2                                | Laslo Đere                                | Carlos Berlocq Daniel Gimeno Traver  | Arthur De Greef Miljan Zekić Matteo Donati Gastão Elias                         |
| 20 giugno | Milano ATP Challenger Milano, Italia €42.500 – Terra rossa – 32S/32Q/16D                        | Miguel Ángel Reyes Varela Max Schnur 1–6, 7–6(4), [10–5] | Alessandro Motti Peng Hsien-Yin           | Carlos Berlocq Daniel Gimeno Traver  | Arthur De Greef Miljan Zekić Matteo Donati Gastão Elias                         |
| 27 giugno | Marburg Open Marburgo, Germania €42.500+H – Terra rossa – 32S/28Q/16D                           | Jan Satral 6–2, 6–4                                      | Marco Trungelliti                         | Daniel Brands Yannik Reuter          | Nicolás Kicker Dimităr Kuzmanov Andrea Arnaboldi Daniel Gimeno Traver           |
| 27 giugno | Marburg Open Marburgo, Germania €42.500+H – Terra rossa – 32S/28Q/16D                           | James Cerretani Philipp Oswald 6–3, 6–2                  | Miguel Ángel Reyes Varela Max Schnur      | Daniel Brands Yannik Reuter          | Nicolás Kicker Dimităr Kuzmanov Andrea Arnaboldi Daniel Gimeno Traver           |

### Luglio
| Settimana | Torneo                                                                                          | Campione                                             | Finalista                                | Semifinalisti                           | Eliminati ai quarti                                                         |
| --------- | ----------------------------------------------------------------------------------------------- | ---------------------------------------------------- | ---------------------------------------- | --------------------------------------- | --------------------------------------------------------------------------- |
| 4 luglio  | Braunschweig Open Braunschweig, Germania €106.500+H – Terra rossa – 32S/19Q/16D                 | Thomaz Bellucci 6–1, 1–6, 6–3                        | Íñigo Cervantes                          | Tejmuraz Gabašvili Tobias Kamke         | Nikoloz Basilašvili Tarō Daniel Radu Albot Miša Zverev                      |
| 4 luglio  | Braunschweig Open Braunschweig, Germania €106.500+H – Terra rossa – 32S/19Q/16D                 | James Cerretani Philipp Oswald 4–6, 7–6(5), [10–2]   | Mateusz Kowalczyk Antonio Šančić         | Tejmuraz Gabašvili Tobias Kamke         | Nikoloz Basilašvili Tarō Daniel Radu Albot Miša Zverev                      |
| 4 luglio  | Open Cali I Cali, Colombia $50.000+H – Terra rossa – 32S/32Q/16D                                | Darian King 5–7, 6–4, 7–5                            | Víctor Estrella Burgos                   | Federico Coria José Hernández Fernández | Nicolás Barrientos Marcelo Tomas Barrios Vera Joao Souza Cristian Rodríguez |
| 4 luglio  | Open Cali I Cali, Colombia $50.000+H – Terra rossa – 32S/32Q/16D                                | Nicolás Jarry Hans Podlipnik-Castillo 6–1, 7–6(6)    | Erik Crepaldi Daniel Dutra Da Silva      | Federico Coria José Hernández Fernández | Nicolás Barrientos Marcelo Tomas Barrios Vera Joao Souza Cristian Rodríguez |
| 4 luglio  | Båstad Challenger Båstad, Svezia €42.500+H – Terra rossa – 32S/19Q/16D                          | Horacio Zeballos 6–3, 6–4                            | Roberto Carballés Baena                  | Carl Soderlund Carlos Berlocq           | Henri Laaksonen Daniel Gimeno Traver Albert Montañés Marko Tepavac          |
| 4 luglio  | Båstad Challenger Båstad, Svezia €42.500+H – Terra rossa – 32S/19Q/16D                          | Isak Arvidsson Fred Simonsson 6–3, 7–5               | Johan Brunström Andreas Siljeström       | Carl Soderlund Carlos Berlocq           | Henri Laaksonen Daniel Gimeno Traver Albert Montañés Marko Tepavac          |
| 4 luglio  | Internazionali di Tennis Città di Todi Todi, Italia €42.500+H – Terra rossa – 32S/28Q/16D       | Miljan Zekić 6(6)–7, 6–4, 6–3                        | Stefano Napolitano                       | Marco Trungelliti Marco Cecchinato      | Andrej Martin Luca Vanni Márton Fucsovics Alessandro Giannessi              |
| 4 luglio  | Internazionali di Tennis Città di Todi Todi, Italia €42.500+H – Terra rossa – 32S/28Q/16D       | Marcelo Demoliner Fabricio Neis 6–1, 3–6, [10–5]     | Salvatore Caruso Alessandro Giannessi    | Marco Trungelliti Marco Cecchinato      | Andrej Martin Luca Vanni Márton Fucsovics Alessandro Giannessi              |
| 4 luglio  | Winnetka USTA Pro Tennis Championship Winnetka, Stati Uniti $50.000 – Cemento – 32S/30Q/16D     | Yoshihito Nishioka 6–3, 6–2                          | Frances Tiafoe                           | Gō Soeda Peter Gojowczyk                | Alexander Sarkissian Frank Dancevic Mitchell Krueger Alex Kuznetsov         |
| 4 luglio  | Winnetka USTA Pro Tennis Championship Winnetka, Stati Uniti $50.000 – Cemento – 32S/30Q/16D     | Stefan Kozlov John-Patrick Smith 6–3, 6–3            | Sekou Bangoura David O'Hare              | Gō Soeda Peter Gojowczyk                | Alexander Sarkissian Frank Dancevic Mitchell Krueger Alex Kuznetsov         |
| 11 luglio | Winnipeg Challenger Winnipeg, Canada $75.000 – Cemento – 32S/13Q/16D                            | Gō Soeda 6(4)–7, 6–4, 6–2                            | Blaž Kavčič                              | Peter Gojowczyk Yoshihito Nishioka      | Philip Bester Daniel Nguyen Hiroki Moriya Peter Polansky                    |
| 11 luglio | Winnipeg Challenger Winnipeg, Canada $75.000 – Cemento – 32S/13Q/16D                            | Mitchell Krueger Daniel Nguyen 6–2, 7–5              | Jarryd Chaplin Benjamin Mitchell         | Peter Gojowczyk Yoshihito Nishioka      | Philip Bester Daniel Nguyen Hiroki Moriya Peter Polansky                    |
| 11 luglio | Poznań Open Poznań, Polonia €42.500+H – Terra rossa – 32S/17Q/16D                               | Radu Albot 6–2, 6–4                                  | Clement Geens                            | Oleksandr Nedovjesov Kimmer Coppejans   | Pere Riba Nikola Milojević Rubén Ramírez Hidalgo Jordi Samper Montana       |
| 11 luglio | Poznań Open Poznań, Polonia €42.500+H – Terra rossa – 32S/17Q/16D                               | Aleksandre Metreveli Peng Hsien-Yin 6–4, 3–6, [10–8] | Mateusz Kowalczyk Kamil Majchrzak        | Oleksandr Nedovjesov Kimmer Coppejans   | Pere Riba Nikola Milojević Rubén Ramírez Hidalgo Jordi Samper Montana       |
| 11 luglio | San Benedetto Tennis Cup San Benedetto del Tronto, Italia €42.500+H – Terra rossa – 32S/32Q/16D | Federico Gaio 6–2, 1–6, 6–3                          | Constant Lestienne                       | Arthur De Greef Kevin Krawietz          | Gianluca Mager Stefano Napolitano Gianluigi Quinzi Laslo Đere               |
| 11 luglio | San Benedetto Tennis Cup San Benedetto del Tronto, Italia €42.500+H – Terra rossa – 32S/32Q/16D | Federico Gaio Stefano Napolitano 6–3, 6–4            | Facundo Argüello Sergio Galdós           | Arthur De Greef Kevin Krawietz          | Gianluca Mager Stefano Napolitano Gianluigi Quinzi Laslo Đere               |
| 18 luglio | Guzzini Challenger Recanati, Italia €42.500+H – Cemento – 32S/20Q/16D                           | Illja Marčenko 6–4, 6–4                              | Il'ja Ivaška                             | Evgenij Donskoj Márton Fucsovics        | Luca Vanni Adrián Menéndez Maceiras Ruben Bemelmans Alessandro Bega         |
| 18 luglio | Guzzini Challenger Recanati, Italia €42.500+H – Cemento – 32S/20Q/16D                           | Kevin Krawietz Albano Olivetti 6–3, 7–6(4)           | Ruben Bemelmans Adrián Menéndez Maceiras | Evgenij Donskoj Márton Fucsovics        | Luca Vanni Adrián Menéndez Maceiras Ruben Bemelmans Alessandro Bega         |
| 18 luglio | Tampere Open Tampere, Finlandia €42.500+H – Terra rossa – 32S/20Q/16D                           | Kimmer Coppejans 6–4, 3–6, 7–5                       | Aslan Karacev                            | Ruben Ramírez Hidalgo Pedro Sousa       | Markus Eriksson Gleb Sakharov Joao Souza Hubert Hurkacz                     |
| 18 luglio | Tampere Open Tampere, Finlandia €42.500+H – Terra rossa – 32S/20Q/16D                           | David Pérez Sans Max Schnur 6–4, 6–4                 | Steven De Waard Andreas Meis             | Ruben Ramírez Hidalgo Pedro Sousa       | Markus Eriksson Gleb Sakharov Joao Souza Hubert Hurkacz                     |
| 18 luglio | Binghamton Challenger Binghamton, Stati Uniti $50.000 – Cemento – 32S/23Q/16D                   | Darian King 6–2, 6–3                                 | Mitchell Krueger                         | Ramkumar Ramanathan Andrej Golubev      | Brydan Klein Hiroki Moriya Stefan Kozlov Lloyd Glasspool                    |
| 18 luglio | Binghamton Challenger Binghamton, Stati Uniti $50.000 – Cemento – 32S/23Q/16D                   | Matt Reid John-Patrick Smith 6–4, 6–2                | Liam Broady Guilherme Clezar             | Ramkumar Ramanathan Andrej Golubev      | Brydan Klein Hiroki Moriya Stefan Kozlov Lloyd Glasspool                    |
| 18 luglio | Gimcheon Open Gimcheon, Corea del Sud $50.000 – Cemento – 32S/14Q/16D                           | Max Purcell 3–6, 7–6(6), 5–1 rit.                    | Andrew Whittington                       | Li Zhe Kwon Soon Woo                    | Takuto Niki Edan Leshem Yang Tsung-Hua Kim Cheong-Eui                       |
| 18 luglio | Gimcheon Open Gimcheon, Corea del Sud $50.000 – Cemento – 32S/14Q/16D                           | Hsieh Cheng-Peng Yang Tsung-Hua w/o                  | Nicolás Barrientos Ruben Gonzales        | Li Zhe Kwon Soon Woo                    | Takuto Niki Edan Leshem Yang Tsung-Hua Kim Cheong-Eui                       |
| 25 luglio | Biella Challenger Biella, Italia €85.000+H – Terra rossa – 32S/25Q/16D                          | Federico Gaio 7–6(5), 6–2                            | Thomaz Bellucci                          | Joao Souza Stefano Napolitano           | Andrej Martin Enrique López Pérez Dušan Lajović Guido Andreozzi             |
| 25 luglio | Biella Challenger Biella, Italia €85.000+H – Terra rossa – 32S/25Q/16D                          | Andre Begemann Leander Paes 6–4, 6–4                 | Andrej Martin Hans Podlipnik-Castillo    | Joao Souza Stefano Napolitano           | Andrej Martin Enrique López Pérez Dušan Lajović Guido Andreozzi             |
| 25 luglio | President's Cup Astana, Kazakistan $100.000 – Cemento – 32S/19Q/16D                             | Evgenij Donskoj 6–4, 6–4                             | Konstantin Kravčuk                       | Il'ja Ivaška Denis Istomin              | Miki Janković Aleksandr Bublik Lee Duckhee Daniil Medvedev                  |
| 25 luglio | President's Cup Astana, Kazakistan $100.000 – Cemento – 32S/19Q/16D                             | Jaraslaŭ Šyla Andrėj Vasileŭski 6–4, 6–4             | Michail Elgin Aleksandr Kudrjavcev       | Il'ja Ivaška Denis Istomin              | Miki Janković Aleksandr Bublik Lee Duckhee Daniil Medvedev                  |
| 25 luglio | Open Castilla y León Segovia, Spagna €64.000+H – Cemento – 32S/14Q/16D                          | Luca Vanni 6–4, 3–6, 6–3                             | Illja Marčenko                           | Mirza Bašić Márton Fucsovics            | Nicolás Almagro Akira Santillan Kenny De Schepper Adrián Menéndez Maceiras  |
| 25 luglio | Open Castilla y León Segovia, Spagna €64.000+H – Cemento – 32S/14Q/16D                          | Purav Raja Divij Sharan 6–3, 4–6, [10–8]             | Joaquín Muñoz Hernández Akira Santillan  | Mirza Bašić Márton Fucsovics            | Nicolás Almagro Akira Santillan Kenny De Schepper Adrián Menéndez Maceiras  |
| 25 luglio | I. ČLTK Prague Open Praga, Repubblica Ceca €42.500+H – Terra rossa – 32S/16Q/16D                | Santiago Giraldo 6–4, 3–6, 7–6(2)                    | Uladzimir Ihnacik                        | Zdeněk Kolář Radu Albot                 | Martin Kližan Nikoloz Basilašvili Blaž Rola Henri Laaksonen                 |
| 25 luglio | I. ČLTK Prague Open Praga, Repubblica Ceca €42.500+H – Terra rossa – 32S/16Q/16D                | Julian Knowle Igor Zelenay 6–4, 7–5                  | Facundo Argüello Julio Peralta           | Zdeněk Kolář Radu Albot                 | Martin Kližan Nikoloz Basilašvili Blaž Rola Henri Laaksonen                 |
| 25 luglio | The Hague Open Scheveningen, Olanda €42.500+H – Terra rossa – 32S/18Q/16D                       | Robin Haase 6–4, 6(9)–7, 6–2                         | Adam Pavlásek                            | Constant Lestienne Yannik Reuter        | Boy Westerhof Aleksej Vatutin Tallon Griekspoor Pedro Sousa                 |
| 25 luglio | The Hague Open Scheveningen, Olanda €42.500+H – Terra rossa – 32S/18Q/16D                       | Wesley Koolhof Matwé Middelkoop 6–1, 3–6, [13–11]    | Tallon Griekspoor Tim van Rijthoven      | Constant Lestienne Yannik Reuter        | Boy Westerhof Aleksej Vatutin Tallon Griekspoor Pedro Sousa                 |
| 25 luglio | Lexington Challenger Lexington, Stati Uniti $50.000 – Cemento – 32S/32Q/16D                     | Ernesto Escobedo 6–2, 6(6)–7, 7–6(3)                 | Frances Tiafoe                           | Brian Baker Andrew Whittington          | Mitchell Krueger Alex Kuznetsov Lloyd Glasspool Daniel Nguyen               |
| 25 luglio | Lexington Challenger Lexington, Stati Uniti $50.000 – Cemento – 32S/32Q/16D                     | Luke Saville Jordan Thompson 6–2, 7–5                | Nicolaas Scholtz Tucker Vorster          | Brian Baker Andrew Whittington          | Mitchell Krueger Alex Kuznetsov Lloyd Glasspool Daniel Nguyen               |

### Agosto
| Settimana | Torneo                                                                                           | Campione                                                          | Finalista                              | Semifinalisti                           | Eliminati ai quarti                                                     |
| --------- | ------------------------------------------------------------------------------------------------ | ----------------------------------------------------------------- | -------------------------------------- | --------------------------------------- | ----------------------------------------------------------------------- |
| 1 agosto  | Chengdu Challenger Chengdu, Cina $125.000 – Cemento – 32S/14Q/16D                                | Jason Jung 6–4, 6–2                                               | Rubén Ramírez Hidalgo                  | Lee Duckhee Yuya Kibi                   | Sun Fajing Takuto Niki Li Zhe Zhang Ze                                  |
| 1 agosto  | Chengdu Challenger Chengdu, Cina $125.000 – Cemento – 32S/14Q/16D                                | Gong Mao-Xin Zhang Ze 6–3, 4–6, [13–11]                           | Gao Xin Li Zhe                         | Lee Duckhee Yuya Kibi                   | Sun Fajing Takuto Niki Li Zhe Zhang Ze                                  |
| 1 agosto  | Challenger de Granby Granby, Canada $100.000 – Cemento – 32S/24Q/16D                             | Frances Tiafoe 6–1, 6–1                                           | Marcelo Arévalo                        | Sekou Bangoura Yasutaka Uchiyama        | Mitchell Krueger Denis Shapovalov Andrew Whittington James McGee        |
| 1 agosto  | Challenger de Granby Granby, Canada $100.000 – Cemento – 32S/24Q/16D                             | Guilherme Clezar Alejandro González 3–6, 6–1, [12–10]             | Saketh Myneni Sanam Singh              | Sekou Bangoura Yasutaka Uchiyama        | Mitchell Krueger Denis Shapovalov Andrew Whittington James McGee        |
| 1 agosto  | Liberec Open Liberec, Repubblica Ceca €42.500+H – Terra rossa – 32S/32Q/16D                      | Arthur De Greef 7–6(4), 6–3                                       | Steve Darcis                           | Joris De Loore Václav Šafránek          | Riccardo Bellotti Pedro Sousa Germain Gigounon Mathias Bourgue          |
| 1 agosto  | Liberec Open Liberec, Repubblica Ceca €42.500+H – Terra rossa – 32S/32Q/16D                      | Jonathan Eysseric André Ghem 6–0, 6–4                             | Ariel Behar Dino Marcan                | Joris De Loore Václav Šafránek          | Riccardo Bellotti Pedro Sousa Germain Gigounon Mathias Bourgue          |
| 1 agosto  | ATP Challenger Cortina Cortina d'Ampezzo, Italia €42.500 – Terra rossa – 32S/26Q/16D             | Joao Souza 6–4, 7–6(4)                                            | Laslo Đere                             | Roberto Carballés Baena Guido Andreozzi | Andrej Rublëv Facundo Bagnis Lorenzo Giustino Matteo Donati             |
| 1 agosto  | ATP Challenger Cortina Cortina d'Ampezzo, Italia €42.500 – Terra rossa – 32S/26Q/16D             | James Cerretani Philipp Oswald 6–3, 6–2                           | Roberto Carballés Baena Cristian Garín | Roberto Carballés Baena Guido Andreozzi | Andrej Rublëv Facundo Bagnis Lorenzo Giustino Matteo Donati             |
| 8 agosto  | Qingdao Challenger Tsingtao, Cina $125.000 – Cemento – 32S/19Q/16D                               | Janko Tipsarević 1–6, 7–5, 6–1                                    | Rubén Ramírez Hidalgo                  | Jason Jung Pere Riba                    | Konstantin Kravčuk Enrique López Pérez Zhang Ze Danilo Petrović         |
| 8 agosto  | Qingdao Challenger Tsingtao, Cina $125.000 – Cemento – 32S/19Q/16D                               | Danilo Petrović Tak Khunn Wang 6–4, 4–6, [10–5]                   | Gong Mao-Xin Zhang Ze                  | Jason Jung Pere Riba                    | Konstantin Kravčuk Enrique López Pérez Zhang Ze Danilo Petrović         |
| 8 agosto  | Aptos Challenger Aptos, Stati Uniti $100.000 – Cemento – 32S/16Q/15D                             | Daniel Evans 6–3, 6–4                                             | Cameron Norrie                         | Bjorn Fratangelo Eric Quigley           | James McGee Marinko Matosevic Raymond Sarmiento Evan King               |
| 8 agosto  | Aptos Challenger Aptos, Stati Uniti $100.000 – Cemento – 32S/16Q/15D                             | Nicolaas Scholtz Tucker Vorster 6(5)–7, 6–3, [10–8]               | Mackenzie McDonald Ben McLachlan       | Bjorn Fratangelo Eric Quigley           | James McGee Marinko Matosevic Raymond Sarmiento Evan King               |
| 8 agosto  | Challenger de Gatineau Gatineau, Canada $75.000 – Cemento – 32S/13Q/15D                          | Peter Polansky 3–6, 6–4 rit.                                      | Vincent Millot                         | Matija Pecotić Denis Shapovalov         | Filip Peliwo Guilherme Clezar Saketh Myneni Frank Dancevic              |
| 8 agosto  | Challenger de Gatineau Gatineau, Canada $75.000 – Cemento – 32S/13Q/15D                          | Tristan Lamasine Franko Škugor 6–3, 6–1                           | Jarryd Chaplin John-Patrick Smith      | Matija Pecotić Denis Shapovalov         | Filip Peliwo Guilherme Clezar Saketh Myneni Frank Dancevic              |
| 8 agosto  | Adriatic Challenger Fano, Italia €42.500+H – Terra rossa – 32S/19Q/16D                           | Joao Souza 6–4, 6(12)–7, 6–2                                      | Nicolás Kicker                         | Salvatore Caruso Axel Michon            | Francisco Bahamonde Gonzalo Lama Filippo Volandri Matteo Donati         |
| 8 agosto  | Adriatic Challenger Fano, Italia €42.500+H – Terra rossa – 32S/19Q/16D                           | Riccardo Ghedin Alessandro Motti 6–4, 6–4                         | Lucas Miedler Mark Vervoort            | Salvatore Caruso Axel Michon            | Francisco Bahamonde Gonzalo Lama Filippo Volandri Matteo Donati         |
| 8 agosto  | ATP Challenger Trophy Trnava, Slovacchia €42.500+H – Terra rossa – 32S/31Q/16D                   | Steve Darcis 6–4, 6–4                                             | Jordi Samper Montana                   | Akira Santillan Steven Diez             | Kimmer Coppejans Hubert Hurkacz Igor Sijsling Marek Michalička          |
| 8 agosto  | ATP Challenger Trophy Trnava, Slovacchia €42.500+H – Terra rossa – 32S/31Q/16D                   | Sander Gillé Joran Vliegen 6–2, 7–5                               | Tomasz Bednarek Roman Jebavý           | Akira Santillan Steven Diez             | Kimmer Coppejans Hubert Hurkacz Igor Sijsling Marek Michalička          |
| 8 agosto  | Slovenia Open Challenger Portorose, Slovenia €42.500 – Cemento – 32S/20Q/16D                     | Florian Mayer 6–1, 6–2                                            | Daniil Medvedev                        | Grega Žemlja Aleksandr Kudrjavcev       | Adrián Menéndez Maceiras Marko Tepavac Márton Fucsovics Renzo Olivo     |
| 8 agosto  | Slovenia Open Challenger Portorose, Slovenia €42.500 – Cemento – 32S/20Q/16D                     | Sjarhej Betoŭ Il'ja Ivaška 1–6, 6–3, [10–4]                       | Tomislav Draganja Nino Serdarušić      | Grega Žemlja Aleksandr Kudrjavcev       | Adrián Menéndez Maceiras Marko Tepavac Márton Fucsovics Renzo Olivo     |
| 15 agosto | Internazionali del Friuli Venezia Giulia Cordenons, Italia €42.500+H – Terra rossa – 32S/32Q/16D | Tarō Daniel 6–3, 6–4                                              | Daniel Gimeno Traver                   | Paolo Lorenzi Gianluigi Quinzi          | Filip Krajinović Jan Mertl Elias Ymer Lorenzo Sonego                    |
| 15 agosto | Internazionali del Friuli Venezia Giulia Cordenons, Italia €42.500+H – Terra rossa – 32S/32Q/16D | Andre Begemann Aljaksandr Bury 5–7, 6–4, [11–9]                   | Roman Jebavý Zdeněk Kolář              | Paolo Lorenzi Gianluigi Quinzi          | Filip Krajinović Jan Mertl Elias Ymer Lorenzo Sonego                    |
| 15 agosto | Meerbusch Challenger Meerbusch, Italia €42.500 – Terra rossa – 32S/13Q/16D                       | Florian Mayer 7–6(4), 6–2                                         | Maximilian Marterer                    | Daniel Masur Clement Geens              | Marc Sieber Aleksandre Metreveli Jerzy Janowicz Roberto Carballés Baena |
| 15 agosto | Meerbusch Challenger Meerbusch, Italia €42.500 – Terra rossa – 32S/13Q/16D                       | Michail Elgin Andrėj Vasileŭski 7–6(6), 6–4                       | Sander Gillé Joran Vliegen             | Daniel Masur Clement Geens              | Marc Sieber Aleksandre Metreveli Jerzy Janowicz Roberto Carballés Baena |
| 22 agosto | Internazionali di Tennis Manerbio Manerbio, Italia €42.500+H – Terra rossa – 32S/32Q/16D         | Leonardo Mayer 7–6(3), 7–5                                        | Filip Krajinović                       | Matteo Donati Jonathan Eysseric         | Gerald Melzer Nils Langer Lorenzo Sonego Tarō Daniel                    |
| 22 agosto | Internazionali di Tennis Manerbio Manerbio, Italia €42.500+H – Terra rossa – 32S/32Q/16D         | Nikola Metkić Antonio Šančić 7–5, 6–1                             | Juan Ignacio Galarza Leonardo Mayer    | Matteo Donati Jonathan Eysseric         | Gerald Melzer Nils Langer Lorenzo Sonego Tarō Daniel                    |
| 29 agosto | Curitiba Challenger Curitiba, Brasile $50.000+H – Terra rossa – 32S/18Q/16D                      | Agustín Velotti 6–0 6–4                                           | André Ghem                             | Pere Riba Nicolás Kicker                | Gonzalo Escobar Rubén Ramírez Hidalgo Juan Ignacio Londero Emilio Gómez |
| 29 agosto | Curitiba Challenger Curitiba, Brasile $50.000+H – Terra rossa – 32S/18Q/16D                      | Rubén Ramírez Hidalgo Pere Riba 6(3)–7, 6–4, [10–7]               | André Ghem Fabricio Neis               | Pere Riba Nicolás Kicker                | Gonzalo Escobar Rubén Ramírez Hidalgo Juan Ignacio Londero Emilio Gómez |
| 29 agosto | Bangkok Challenger IV Bangkok, Thailandia $50.000 – Cemento – 32S/11Q/16D                        | Blaž Kavčič 6–0, 1-0 rit.                                         | Gō Soeda                               | Marinko Matosevic Norbert Gombos        | Chen Ti Edan Leshem Yuya Kibi Wu Di                                     |
| 29 agosto | Bangkok Challenger IV Bangkok, Thailandia $50.000 – Cemento – 32S/11Q/16D                        | Wishaya Trongcharoenchaikul Kittipong Wachiramanowong 7–6(9), 6–3 | Sanchai Ratiwatana Sonchat Ratiwatana  | Marinko Matosevic Norbert Gombos        | Chen Ti Edan Leshem Yuya Kibi Wu Di                                     |
| 29 agosto | Città di Como Challenger Como, Italia €42.500 – Terra rossa – 32S/32Q/16D                        | Kenny De Schepper 2–6, 7–6(0), 7–5                                | Marco Cecchinato                       | Tarō Daniel Adrian Ungur                | Gerald Melzer Nils Langer Leonardo Mayer Andrea Collarini               |
| 29 agosto | Città di Como Challenger Como, Italia €42.500 – Terra rossa – 32S/32Q/16D                        | Roman Jebavý Andrej Martin 3–6, 6–1, [10–5]                       | Gerald Melzer Nils Langer              | Tarō Daniel Adrian Ungur                | Gerald Melzer Nils Langer Leonardo Mayer Andrea Collarini               |

### Settembre
| Settimana    | Torneo                                                                                       | Campione                                               | Finalista                                 | Semifinalisti                             | Eliminati ai quarti                                                                |
| ------------ | -------------------------------------------------------------------------------------------- | ------------------------------------------------------ | ----------------------------------------- | ----------------------------------------- | ---------------------------------------------------------------------------------- |
| 5 settembre  | Genoa Open Challenger Genova, Italia €106.500+H – Terra rossa – 32S/32Q/16D                  | Jerzy Janowicz 7–6(4), 6–4                             | Nicolás Almagro                           | Adam Pavlásek Carlos Berlocq              | Denis Istomin Kenny De Schepper Jozef Kovalík Gianluca Mager                       |
| 5 settembre  | Genoa Open Challenger Genova, Italia €106.500+H – Terra rossa – 32S/32Q/16D                  | Julio Peralta Horacio Zeballos 6–4, 6–3                | Aljaksandr Bury Andrėj Vasileŭski         | Adam Pavlásek Carlos Berlocq              | Denis Istomin Kenny De Schepper Jozef Kovalík Gianluca Mager                       |
| 5 settembre  | Open Barranquilla Barranquilla, Colombia $50.000+H – Terra rossa – 32S/17Q/16D               | Diego Schwartzman 6–4, 6–1                             | Rogério Dutra da Silva                    | Santiago Giraldo Máximo González          | José Hernández Fernández Agustín Velotti Alejandro González Víctor Estrella Burgos |
| 5 settembre  | Open Barranquilla Barranquilla, Colombia $50.000+H – Terra rossa – 32S/17Q/16D               | Alejandro Falla Eduardo Struvay 6–4, 7–5               | Gonzalo Escobar Roberto Quiroz            | Santiago Giraldo Máximo González          | José Hernández Fernández Agustín Velotti Alejandro González Víctor Estrella Burgos |
| 5 settembre  | Copa Sevilla Siviglia, Spagna €42.500+H – Terra gialla– 32S/23Q/16D                          | Casper Ruud 6–3, 6–4                                   | Tarō Daniel                               | Pedro Cachín Kamil Majchrzak              | Íñigo Cervantes Arthur De Greef Andrej Rublëv Gerald Melzer                        |
| 5 settembre  | Copa Sevilla Siviglia, Spagna €42.500+H – Terra gialla– 32S/23Q/16D                          | Íñigo Cervantes Oriol Roca Batalla 6–2, 6–5 rit.       | Ariel Behar Enrique López Pérez           | Pedro Cachín Kamil Majchrzak              | Íñigo Cervantes Arthur De Greef Andrej Rublëv Gerald Melzer                        |
| 5 settembre  | Shanghai Challenger Shanghai, Cina $50.000 – Cemento – 32S/19Q/16D                           | Henri Laaksonen 6–3, 6–3                               | Jason Jung                                | Jordan Thompson Yasutaka Uchiyama         | Kwon Soon Woo Gō Soeda Alexander Sarkissian Amir Weintraub                         |
| 5 settembre  | Shanghai Challenger Shanghai, Cina $50.000 – Cemento – 32S/19Q/16D                           | Hsieh Cheng-Peng Yi Chu-Huan 7–6(6), 5–7, [10–0]       | Gao Xin Li Zhe                            | Jordan Thompson Yasutaka Uchiyama         | Kwon Soon Woo Gō Soeda Alexander Sarkissian Amir Weintraub                         |
| 5 settembre  | TEAN International Alphen aan den Rijn, Olanda €42.500 – Terra rossa – 32S/32Q/16D           | Jan-Lennard Struff 6–4, 6–1                            | Robin Haase                               | Thiemo De Bakker Damir Džumhur            | Constant Lestienne Cedrik-Marcel Stebe Franko Škugor Daniel Masur                  |
| 5 settembre  | TEAN International Alphen aan den Rijn, Olanda €42.500 – Terra rossa – 32S/32Q/16D           | Daniel Masur Jan-Lennard Struff 6–4, 6–1               | Robin Haase Boy Westerhof                 | Thiemo De Bakker Damir Džumhur            | Constant Lestienne Cedrik-Marcel Stebe Franko Škugor Daniel Masur                  |
| 5 settembre  | Trophee des Alpilles Saint-Rémy-de-Provence, Francia €42.500 – Cemento – 32S/17Q/16D         | Daniil Medvedev 6–3, 6–3                               | Joris De Loore                            | Mirza Bašić Konstantin Kravčuk            | Alexandre Müller Marco Trungelliti Quentin Halys Albano Olivetti                   |
| 5 settembre  | Trophee des Alpilles Saint-Rémy-de-Provence, Francia €42.500 – Cemento – 32S/17Q/16D         | Ken Skupski Neal Skupski 6(5)–7, 6–4, [10–5]           | David O'Hare Joe Salisbury                | Mirza Bašić Konstantin Kravčuk            | Alexandre Müller Marco Trungelliti Quentin Halys Albano Olivetti                   |
| 12 settembre | Szczecin Open Stettino, Polonia €106.500+H – Terra rossa – 32S/28Q/16D                       | Alessandro Giannessi 6–2, 6–3                          | Dustin Brown                              | Jonathan Eysseric Constant Lestienne      | Marco Cecchinato Salvatore Caruso Stefano Napolitano Albert Montañés               |
| 12 settembre | Szczecin Open Stettino, Polonia €106.500+H – Terra rossa – 32S/28Q/16D                       | Andre Begemann Aljaksandr Bury 7–6(3), 6(7)–7, [10–4]  | Johan Brunström Andreas Siljeström        | Jonathan Eysseric Constant Lestienne      | Marco Cecchinato Salvatore Caruso Stefano Napolitano Albert Montañés               |
| 12 settembre | ATP Challenger China International Nanchang Nanchang, Cina $75.000+H – Cemento – 32S/18Q/16D | Hiroki Moriya 4–6, 6–1, 6–4                            | Chung Hyeon                               | Marinko Matosevic Jason Jung              | Zhang Ze Alexander Sarkissian Blaž Kavčič Jordan Thompson                          |
| 12 settembre | ATP Challenger China International Nanchang Nanchang, Cina $75.000+H – Cemento – 32S/18Q/16D | Wu Di Zhang Zhizhen 7–6(4), 6–3                        | Nicolás Barrientos Ruben Gonzales         | Marinko Matosevic Jason Jung              | Zhang Ze Alexander Sarkissian Blaž Kavčič Jordan Thompson                          |
| 12 settembre | Banja Luka Challenger Banja Luka, Bosnia ed Erzegovina €64.000+H – Terra rossa – 32S/16Q/16D | Adam Pavlásek 3–6, 6–1, 6–4                            | Miljan Zekić                              | Aljaž Bedene Pablo Andújar                | Horacio Zeballos Václav Šafránek Jan Satral Carlos Berlocq                         |
| 12 settembre | Banja Luka Challenger Banja Luka, Bosnia ed Erzegovina €64.000+H – Terra rossa – 32S/16Q/16D | Roman Jebavý Jan Satral 7–6(3), 4–6, [10–7]            | Andrea Arnaboldi Maximilian Neuchrist     | Aljaž Bedene Pablo Andújar                | Horacio Zeballos Václav Šafránek Jan Satral Carlos Berlocq                         |
| 12 settembre | Istanbul Challenger Istanbul, Turchia $75.000 – Cemento – 32S/17Q/16D                        | Malek Jaziri 1–6, 6–1, 6–0                             | Dudi Sela                                 | Tobias Kamke Marco Chiudinelli            | Marc Sieber Marius Copil Marsel İlhan Michal Konečný                               |
| 12 settembre | Istanbul Challenger Istanbul, Turchia $75.000 – Cemento – 32S/17Q/16D                        | Sadio Doumbia Calvin Hemery 6–4, 6–3                   | Marco Chiudinelli Marius Copil            | Tobias Kamke Marco Chiudinelli            | Marc Sieber Marius Copil Marsel İlhan Michal Konečný                               |
| 12 settembre | Cary Challenger Cary, Stati Uniti $50.000+H – Cemento – 32S/32Q/16D                          | James McGee 1–6, 6–1, 6–4                              | Ernesto Escobedo                          | Dennis Novikov Frances Tiafoe             | Peter Polansky Brayden Schnur Stefan Kozlov Tennys Sandgren                        |
| 12 settembre | Cary Challenger Cary, Stati Uniti $50.000+H – Cemento – 32S/32Q/16D                          | Philip Bester Peter Polansky 6–2, 6–2                  | Stefan Kozlov Austin Krajicek             | Dennis Novikov Frances Tiafoe             | Peter Polansky Brayden Schnur Stefan Kozlov Tennys Sandgren                        |
| 12 settembre | Morocco Tennis Tour - Meknes Meknès, Marocco €42.500 – Terra rossa – 32S/17Q/16D             | Maximilian Marterer 7–6(3), 6–3                        | Uladzimir Ihnacik                         | Pedro Martínez Portero Oriol Roca Batalla | Jeremy Jahn Mohamed Safwat Nils Langer Arthur De Greef                             |
| 12 settembre | Morocco Tennis Tour - Meknes Meknès, Marocco €42.500 – Terra rossa – 32S/17Q/16D             | Luca Margaroli Mohamed Safwat 6–4, 6–4                 | Pedro Martínez Portero Oriol Roca Batalla | Pedro Martínez Portero Oriol Roca Batalla | Jeremy Jahn Mohamed Safwat Nils Langer Arthur De Greef                             |
| 19 settembre | OEC Kaohsiung Kaohsiung, Taiwan $125.000+H – Cemento – 32S/16Q/16D                           | Chung Hyeon 6–4, 6–2                                   | Lee Duckhee                               | Yūichi Sugita Lu Yen-hsun                 | Yasutaka Uchiyama Matija Pecotić Amir Weintraub Yuya Kibi                          |
| 19 settembre | OEC Kaohsiung Kaohsiung, Taiwan $125.000+H – Cemento – 32S/16Q/16D                           | Sanchai Ratiwatana Sonchat Ratiwatana 6–4, 7–6(4)      | Hsieh Cheng-Peng Yi Chu-Huan              | Yūichi Sugita Lu Yen-hsun                 | Yasutaka Uchiyama Matija Pecotić Amir Weintraub Yuya Kibi                          |
| 19 settembre | Izmir Cup Smirne, Turchia €64.000 – Cemento – 32S/19Q/16D                                    | Marsel İlhan 6–2, 6–4                                  | Cem İlkel                                 | Norbert Gombos Mirza Bašić                | Lukáš Lacko Kimmer Coppejans Il'ja Ivaška Marius Copil                             |
| 19 settembre | Izmir Cup Smirne, Turchia €64.000 – Cemento – 32S/19Q/16D                                    | Marco Chiudinelli Marius Copil 6–4, 6–4                | Sadio Doumbia Calvin Hemery               | Norbert Gombos Mirza Bašić                | Lukáš Lacko Kimmer Coppejans Il'ja Ivaška Marius Copil                             |
| 19 settembre | Sibiu Open Sibiu, Romania €42.500+H – Terra rossa – 32S/29Q/16D                              | Robin Haase 7–6(2), 6–2                                | Lorenzo Giustino                          | Tim Pütz Christopher O'Connell            | Dennis Novak Adrian Ungur Jan Satral Václav Šafránek                               |
| 19 settembre | Sibiu Open Sibiu, Romania €42.500+H – Terra rossa – 32S/29Q/16D                              | Robin Haase Tim Pütz 6–4, 6–2                          | Jonathan Eysseric Tristan Lamasine        | Tim Pütz Christopher O'Connell            | Dennis Novak Adrian Ungur Jan Satral Václav Šafránek                               |
| 19 settembre | Columbus Challenger Columbus, Stati Uniti $50.000 – Cemento – 32S/29Q/16D                    | Mikael Torpegaard 6–4, 1–6, 6–2                        | Benjamin Becker                           | John-Patrick Smith Tennys Sandgren        | Mikelis Libietis Sekou Bangoura Gonzales Austin Roberto Quiroz                     |
| 19 settembre | Columbus Challenger Columbus, Stati Uniti $50.000 – Cemento – 32S/29Q/16D                    | Mikelis Libietis Dennis Novikov 7–5, 7–6(4)            | Philip Bester Peter Polansky              | John-Patrick Smith Tennys Sandgren        | Mikelis Libietis Sekou Bangoura Gonzales Austin Roberto Quiroz                     |
| 19 settembre | Morocco Tennis Tour - Kenitra Kenitra, Marocco €42.500 – Terra rossa – 32S/15Q/16D           | Maximilian Marterer 6–2, 6–4                           | Mohamed Safwat                            | Pablo Andújar Jeremy Jahn                 | Steven Diez Uladzimir Ihnacik Rubén Ramírez Hidalgo Daniel Masur                   |
| 19 settembre | Morocco Tennis Tour - Kenitra Kenitra, Marocco €42.500 – Terra rossa – 32S/15Q/16D           | Kevin Krawietz Maximilian Marterer 7–6(6), 4–6, [10–6] | Uladzimir Ihnacik Michael Linzer          | Pablo Andújar Jeremy Jahn                 | Steven Diez Uladzimir Ihnacik Rubén Ramírez Hidalgo Daniel Masur                   |
| 19 settembre | Santos Brasil Tennis Open Santos, Brasile $40.000+H – Terra rossa – 32S/12Q/16D              | Renzo Olivo 6–4, 7–6(5)                                | Thiago Monteiro                           | Agustín Velotti Máximo González           | Facundo Bagnis Guido Andreozzi Rogério Dutra da Silva Nicolás Kicker               |
| 19 settembre | Santos Brasil Tennis Open Santos, Brasile $40.000+H – Terra rossa – 32S/12Q/16D              | Sergio Galdós Máximo González 6–3, 5–7, [14–12]        | Rogério Dutra da Silva Fabricio Neis      | Agustín Velotti Máximo González           | Facundo Bagnis Guido Andreozzi Rogério Dutra da Silva Nicolás Kicker               |
| 26 settembre | Open d'Orleans Orléans, Francia €106.500+H – Cemento indoor – 32S/29Q/14D                    | Pierre-Hugues Herbert 7–5, 4–6, 6–3                    | Norbert Gombos                            | Daniel Brands Andrej Rublëv               | Ruben Bemelmans Daniil Medvedev Marco Chiudinelli Dustin Brown                     |
| 26 settembre | Open d'Orleans Orléans, Francia €106.500+H – Cemento indoor – 32S/29Q/14D                    | Nikola Metkić Franko Škugor 6–2, 7–5                   | Ariel Behar Andrėj Vasileŭski             | Daniel Brands Andrej Rublëv               | Ruben Bemelmans Daniil Medvedev Marco Chiudinelli Dustin Brown                     |
| 26 settembre | Due Ponti Challenger Roma, Italia €85.000+H – Terra rossa – 32S/20Q/13D                      | Jan Satral 6–3, 6–2                                    | Robin Haase                               | Tristan Lamasine Mikael Ymer              | Andrej Martin Elias Ymer Aljaž Bedene Márton Fucsovics                             |
| 26 settembre | Due Ponti Challenger Roma, Italia €85.000+H – Terra rossa – 32S/20Q/13D                      | Federico Gaio Stefano Napolitano 6(2)–7, 6–2, [10–3]   | Marin Draganja Tomislav Draganja          | Tristan Lamasine Mikael Ymer              | Andrej Martin Elias Ymer Aljaž Bedene Márton Fucsovics                             |
| 26 settembre | Tiburon Challenger Tiburon, Stati Uniti $100.000 – Cemento – 32S/30Q/16D                     | Darian King 7–6(2), 6–2                                | Michael Mmoh                              | Mackenzie McDonald Tim Smyczek            | Dennis Novikov Frances Tiafoe Mitchell Krueger Bjorn Fratangelo                    |
| 26 settembre | Tiburon Challenger Tiburon, Stati Uniti $100.000 – Cemento – 32S/30Q/16D                     | Matt Reid John-Patrick Smith 6–1, 6–2                  | Quentin Halys Dennis Novikov              | Mackenzie McDonald Tim Smyczek            | Dennis Novikov Frances Tiafoe Mitchell Krueger Bjorn Fratangelo                    |
| 26 settembre | Open Medellin Medellín, Colombia $50.000+H – Terra rossa – 32S/26Q/16D                       | Facundo Bagnis 6(3)–7, 7–5, 6–2                        | Caio Zampieri                             | Rogério Dutra da Silva Joao Souza         | Alejandro Falla Eduardo Struvay José Hernández Fernández Santiago Giraldo          |
| 26 settembre | Open Medellin Medellín, Colombia $50.000+H – Terra rossa – 32S/26Q/16D                       | Alejandro Falla Eduardo Struvay 6–3, 6–2               | André Ghem Juan Lizariturry               | Rogério Dutra da Silva Joao Souza         | Alejandro Falla Eduardo Struvay José Hernández Fernández Santiago Giraldo          |

### Ottobre
| Settimana  | Torneo                                                                                                  | Campione                                            | Finalista                                 | Semifinalisti                                   | Eliminati ai quarti                                                        |
| ---------- | --- | --------------------------------------------------- | ----------------------------------------- | ----------------------------------------------- | -------------------------------------------------------------------------- |
| 3 ottobre  | Mons Challenger Mons, Belgio €106.500+H – Cemento indoor – 32S/28Q/16D                                  | Jan-Lennard Struff 6–2, 6–0                         | Vincent Millot                            | Daniel Brands Daniil Medvedev                   | Ričardas Berankis Andrej Rublëv Paul-Henri Mathieu Jürgen Melzer           |
| 3 ottobre  | Mons Challenger Mons, Belgio €106.500+H – Cemento indoor – 32S/28Q/16D                                  | Julian Knowle Jürgen Melzer 7–6(4), 7–6(4)          | Sander Arends Wesley Koohlhof             | Daniel Brands Daniil Medvedev                   | Ričardas Berankis Andrej Rublëv Paul-Henri Mathieu Jürgen Melzer           |
| 3 ottobre  | Stockton Challenger Stockton, Stati Uniti $100.000 – Cemento – 32S/32Q/16D                              | Frances Tiafoe 6–4, 6–2                             | Noah Rubin                                | Michael Mmoh Mackenzie McDonald                 | Frank Dancevic Darian King Alessandro Giannessi Denis Kudla                |
| 3 ottobre  | Stockton Challenger Stockton, Stati Uniti $100.000 – Cemento – 32S/32Q/16D                              | Brian Baker Samuel Groth 6–2, 4–6, [10–2]           | Matt Reid John-Patrick Smith              | Michael Mmoh Mackenzie McDonald                 | Frank Dancevic Darian King Alessandro Giannessi Denis Kudla                |
| 3 ottobre  | Mohammedia Open Mohammedia, Marocco €42.500 – Terra rossa – 32S/32Q/16D                                 | Gerald Melzer 3–6, 6–3, 6–2                         | Stefanos Tsitsipas                        | Kamil Majchrzak Uladzimir Ihnacik               | Damir Džumhur Daniel Gimeno Traver Roberto Carballés Baena Andrej Martin   |
| 3 ottobre  | Mohammedia Open Mohammedia, Marocco €42.500 – Terra rossa – 32S/32Q/16D                                 | Dino Marcan Antonio Šančić 7–6(3), 6–4              | Roman Jebavý Andrej Martin                | Kamil Majchrzak Uladzimir Ihnacik               | Damir Džumhur Daniel Gimeno Traver Roberto Carballés Baena Andrej Martin   |
| 3 ottobre  | Campeonato Internacional de Tênis de Campinas Campinas, Brasile $40.000+H – Terra rossa – 32S/23Q/16D   | Facundo Bagnis 5–7, 6–2, 3-0 rit.                   | Carlos Berlocq                            | Pedro Sousa Rogério Dutra da Silva              | Tomás Lipovšek Puches Juan Ignacio Londero Guido Andreozzi Thiago Monteiro |
| 3 ottobre  | Campeonato Internacional de Tênis de Campinas Campinas, Brasile $40.000+H – Terra rossa – 32S/23Q/16D   | Federico Coria Tomás Lipovšek Puches 7–5, 6–2       | Sergio Galdós Máximo González             | Pedro Sousa Rogério Dutra da Silva              | Tomás Lipovšek Puches Juan Ignacio Londero Guido Andreozzi Thiago Monteiro |
| 10 ottobre | Tashkent Challenger Tashkent, Uzbekistan $125.000+H – Cemento – 32S/28Q/16D                             | Konstantin Kravčuk 7–5, 6–4                         | Denis Istomin                             | Mirza Bašić Lukáš Lacko                         | Aleksandr Bublik Sanjar Fayziev Ivan Dodig Jérémy Chardy                   |
| 10 ottobre | Tashkent Challenger Tashkent, Uzbekistan $125.000+H – Cemento – 32S/28Q/16D                             | Michail Elgin Denis Istomin 6–4, 6–2                | Andre Begemann Leander Paes               | Mirza Bašić Lukáš Lacko                         | Aleksandr Bublik Sanjar Fayziev Ivan Dodig Jérémy Chardy                   |
| 10 ottobre | Monterrey Challenger Monterrey, Messico $100.000+H – Cemento – 32S/13Q/16D                              | Ernesto Escobedo 6–4, 6–4                           | Denis Kudla                               | Peter Polansky Benjamin Becker                  | Alejandro Falla Marcelo Arévalo Samuel Groth John-Patrick Smith            |
| 10 ottobre | Monterrey Challenger Monterrey, Messico $100.000+H – Cemento – 32S/13Q/16D                              | Evan King Denis Kudla 6(4)–7, 6–4, [10–2]           | Jarryd Chaplin Ben McLachlan              | Peter Polansky Benjamin Becker                  | Alejandro Falla Marcelo Arévalo Samuel Groth John-Patrick Smith            |
| 10 ottobre | Fairfield Challenger Fairfield, Stati Uniti $100.000 – Cemento – 32S/32Q/16D                            | Santiago Giraldo 4–6, 6–4, 6–2                      | Quentin Halys                             | Brydan Klein Joris De Loore                     | Maximilian Marterer Tommy Paul Alessandro Giannessi Grega Žemlja           |
| 10 ottobre | Fairfield Challenger Fairfield, Stati Uniti $100.000 – Cemento – 32S/32Q/16D                            | Brian Baker Mackenzie McDonald 6–3, 6–4             | Sekou Bangoura Eric Quigley               | Brydan Klein Joris De Loore                     | Maximilian Marterer Tommy Paul Alessandro Giannessi Grega Žemlja           |
| 10 ottobre | Challenger de Buenos Aires Buenos Aires, Argentina $50.000+H – Terra rossa – 32S/30Q/16D                | Renzo Olivo 2–6, 7–6(3), 7–6(3)                     | Leonardo Mayer                            | Rogério Dutra da Silva José Hernández Fernández | Horacio Zeballos Thiago Monteiro Pedro Sousa Jaume Munar                   |
| 10 ottobre | Challenger de Buenos Aires Buenos Aires, Argentina $50.000+H – Terra rossa – 32S/30Q/16D                | Julio Peralta Horacio Zeballos 7–6(5), 7–6(1)       | Sergio Galdós Fernando Romboli            | Rogério Dutra da Silva José Hernández Fernández | Horacio Zeballos Thiago Monteiro Pedro Sousa Jaume Munar                   |
| 10 ottobre | Vietnam Open Challenger Ho Chi Minh, Vietnam $50.000+H – Cemento – 32S/26Q/16D                          | Jordan Thompson 5–7, 7–5, 6–1                       | Gō Soeda                                  | Yasutaka Uchiyama Henri Laaksonen               | Tatsuma Itō Tarō Daniel Serhij Stachovs'kyj Peter Gojowczyk                |
| 10 ottobre | Vietnam Open Challenger Ho Chi Minh, Vietnam $50.000+H – Cemento – 32S/26Q/16D                          | Sanchai Ratiwatana Sonchat Ratiwatana 7–5, 6–4      | Jeevan Nedunchezhiyan Ramkumar Ramanathan | Yasutaka Uchiyama Henri Laaksonen               | Tatsuma Itō Tarō Daniel Serhij Stachovs'kyj Peter Gojowczyk                |
| 10 ottobre | Morocco Tennis Tour - Casablanca II Casablanca, Marocco €42.500+H – Terra rossa – 32S/24Q/15D           | Maxime Janvier 6–4, 6–0                             | Stefanos Tsitsipas                        | Kamil Majchrzak Arthur De Greef                 | Gianluca Mager Laslo Đere Bernabé Zapata Miralles Danilo Petrović          |
| 10 ottobre | Morocco Tennis Tour - Casablanca II Casablanca, Marocco €42.500+H – Terra rossa – 32S/24Q/15D           | Roman Jebavý Andrej Martin 6–4, 6–2                 | Dino Marcan Antonio Šančić                | Kamil Majchrzak Arthur De Greef                 | Gianluca Mager Laslo Đere Bernabé Zapata Miralles Danilo Petrović          |
| 17 ottobre | Brest Challenger Brest, Francia €106.500+H – Cemento indoor – 32S/27Q/16D                               | Norbert Gombos 7–5, 6–2                             | Yannick Reuter                            | Jérémy Chardy Julien Benneteau                  | Steven Diez Aldin Šetkić Marko Tepavac Lukáš Lacko                         |
| 17 ottobre | Brest Challenger Brest, Francia €106.500+H – Cemento indoor – 32S/27Q/16D                               | Sander Arends Mateusz Kowalczyk 6(2)–7, 6–3, [10–5] | Marco Chiudinelli Luca Vanni              | Jérémy Chardy Julien Benneteau                  | Steven Diez Aldin Šetkić Marko Tepavac Lukáš Lacko                         |
| 17 ottobre | Ningbo Challenger Ningbo, Cina $125.000 – Cemento – 32S/28Q/16D                                         | Lu Yen-hsun 6–3, 6–1                                | Hiroki Moriya                             | John Millman Chung Hyeon                        | Gō Soeda Lee Duckhee Kim Cheong-Eui Stefan Kozlov                          |
| 17 ottobre | Ningbo Challenger Ningbo, Cina $125.000 – Cemento – 32S/28Q/16D                                         | Jonathan Eysseric Serhij Stachovs'kyj 6–4, 7–6(4)   | Stefan Kozlov Akira Santillan             | John Millman Chung Hyeon                        | Gō Soeda Lee Duckhee Kim Cheong-Eui Stefan Kozlov                          |
| 17 ottobre | Las Vegas Tennis Open Las Vegas, Stati Uniti $50.000+H – Cemento – 32S/23Q/16D                          | Samuel Groth 6(4)–7, 6–4, 7–5                       | Santiago Giraldo                          | Marco Trungelliti Sekou Bangoura                | Grega Žemlja Mikael Torpegaard Tennys Sandgren Brydan Klein                |
| 17 ottobre | Las Vegas Tennis Open Las Vegas, Stati Uniti $50.000+H – Cemento – 32S/23Q/16D                          | Brian Baker Matt Reid 6–1, 7–5                      | Bjorn Fratangelo Denis Kudla              | Marco Trungelliti Sekou Bangoura                | Grega Žemlja Mikael Torpegaard Tennys Sandgren Brydan Klein                |
| 17 ottobre | Santiago Challenger 2 Santiago del Cile, Cile $50.000+H – Terra rossa – 32S/27Q/16D                     | Máximo González 6–2, 7–6(5)                         | Rogério Dutra da Silva                    | Horacio Zeballos Thiago Monteiro                | Pedro Sousa Casper Ruud Mathias Bourgue Axel Michon                        |
| 17 ottobre | Santiago Challenger 2 Santiago del Cile, Cile $50.000+H – Terra rossa – 32S/27Q/16D                     | Julio Peralta Horacio Zeballos 6–3, 6–4             | Sergio Galdós Máximo González             | Horacio Zeballos Thiago Monteiro                | Pedro Sousa Casper Ruud Mathias Bourgue Axel Michon                        |
| 24 ottobre | Hungarian Challenger Open Budapest, Ungheria €64.000+H – Cemento indoor – 32S/32Q/16D                   | Marius Copil 6–4, 6–2                               | Steve Darcis                              | Daniil Medvedev Kenny De Schepper               | Tommy Robredo Márton Fucsovics Denis Istomin Lukáš Lacko                   |
| 24 ottobre | Hungarian Challenger Open Budapest, Ungheria €64.000+H – Cemento indoor – 32S/32Q/16D                   | Aljaksandr Bury Andreas Siljeström 7–6(3), 6–4      | James Cerretani Philipp Oswald            | Daniil Medvedev Kenny De Schepper               | Tommy Robredo Márton Fucsovics Denis Istomin Lukáš Lacko                   |
| 24 ottobre | China International Suzhou Suzhou, Cina $75.000 – Cemento – 32S/22Q/16D                                 | Lu Yen-hsun 6–0, 6–1                                | Stefan Kozlov                             | Chung Hyeon Aleksandr Kudrjavcev                | Andrea Arnaboldi Pere Riba Serhij Stachovs'kyj Wu Di                       |
| 24 ottobre | China International Suzhou Suzhou, Cina $75.000 – Cemento – 32S/22Q/16D                                 | Michail Elgin Aleksandr Kudrjavcev 4–6, 6–1, [10–7] | Andrea Arnaboldi Jonathan Eysseric        | Chung Hyeon Aleksandr Kudrjavcev                | Andrea Arnaboldi Pere Riba Serhij Stachovs'kyj Wu Di                       |
| 24 ottobre | Lima Challenger Lima, Perù $50.000+H – Terra rossa – 32S/23Q/16D                                        | Cristian Garín 3–6, 7–5, 7–6(3)                     | Guido Andreozzi                           | Rogério Dutra da Silva Guilherme Clezar         | Máximo González Leonardo Mayer Carlos Berlocq Facundo Bagnis               |
| 24 ottobre | Lima Challenger Lima, Perù $50.000+H – Terra rossa – 32S/23Q/16D                                        | Sergio Galdós Leonardo Mayer 6–2, 7–6(7)            | Ariel Behar Gonzalo Lama                  | Rogério Dutra da Silva Guilherme Clezar         | Máximo González Leonardo Mayer Carlos Berlocq Facundo Bagnis               |
| 24 ottobre | Pune Challenger Pune, India $50.000 – Cemento – 32S/11Q/16D                                             | Sadio Doumbia 4–6, 6–4, 6–3                         | Prajnesh Gunneswaran                      | Nikola Milojević Lee Duckhee                    | Evgenij Donskoj Adrián Menéndez Maceiras Saketh Myneni Dmitrij Popko       |
| 24 ottobre | Pune Challenger Pune, India $50.000 – Cemento – 32S/11Q/16D                                             | Purav Raja Divij Sharan 3–6, 6–3, [11–9]            | Luca Margaroli Hugo Nys                   | Nikola Milojević Lee Duckhee                    | Evgenij Donskoj Adrián Menéndez Maceiras Saketh Myneni Dmitrij Popko       |
| 24 ottobre | Traralgon Challenger Traralgon, Australia $50.000 – Cemento – 32S/16Q/16D                               | Jordan Thompson 6–2, 6–2                            | Grega Žemlja                              | Marco Trungelliti Luke Saville                  | Matthew Barton Gavin Van Peperzeel James Duckworth John-Patrick Smith      |
| 24 ottobre | Traralgon Challenger Traralgon, Australia $50.000 – Cemento – 32S/16Q/16D                               | Matt Reid John-Patrick Smith 6–4, 6–4               | Matthew Barton Matthew Ebden              | Marco Trungelliti Luke Saville                  | Matthew Barton Gavin Van Peperzeel James Duckworth John-Patrick Smith      |
| 31 ottobre | Challenger Ciudad de Guayaquil Guayaquil, Ecuador $50.000+H – Terra rossa – 32S/32Q/16D                 | Nicolás Kicker 6–3, 6–2                             | Arthur De Greef                           | Guido Andreozzi Joao Pedro Sorgi                | Mathias Bourgue André Ghem Andres Molteni Facundo Bagnis                   |
| 31 ottobre | Challenger Ciudad de Guayaquil Guayaquil, Ecuador $50.000+H – Terra rossa – 32S/32Q/16D                 | Ariel Behar Fabiano De Paula 6–2, 6–4               | Marcelo Arévalo Sergio Galdós             | Guido Andreozzi Joao Pedro Sorgi                | Mathias Bourgue André Ghem Andres Molteni Facundo Bagnis                   |
| 31 ottobre | Canberra Tennis International Canberra, Australia $50.000 – Cemento – 32S/19Q/16D                       | James Duckworth 7–5, 6–3                            | Marc Polmans                              | Jordan Thompson Omar Jasika                     | John-Patrick Smith Daniel Masur Daniel Nolan Greg Jones                    |
| 31 ottobre | Canberra Tennis International Canberra, Australia $50.000 – Cemento – 32S/19Q/16D                       | Luke Saville Jordan Thompson 6–2, 6–3               | Matt Reid John-Patrick Smith              | Jordan Thompson Omar Jasika                     | John-Patrick Smith Daniel Masur Daniel Nolan Greg Jones                    |
| 31 ottobre | Charlottesville Men's Pro Challenger Charlottesville, Stati Uniti $50.000 – Cemento indoor– 32S/28Q/16D | Reilly Opelka 6–4, 2–6, 7–6(5)                      | Ruben Bemelmans                           | Mackenzie McDonald Henri Laaksonen              | Peter Polansky Denis Kudla Tim Smyczek Jared Donaldson                     |
| 31 ottobre | Charlottesville Men's Pro Challenger Charlottesville, Stati Uniti $50.000 – Cemento indoor– 32S/28Q/16D | Brian Baker Samuel Groth 6–3, 6–3                   | Brydan Klein Ruan Roelofse                | Mackenzie McDonald Henri Laaksonen              | Peter Polansky Denis Kudla Tim Smyczek Jared Donaldson                     |
| 31 ottobre | Challenger Eckental Eckental, Germania €35.000+H – Sintetico indoor – 32S/27Q/16D                       | Steve Darcis 6–4, 6–2                               | Alex de Minaur                            | Franko Škugor Kevin Krawietz                    | Florian Mayer Jürgen Melzer Matthias Bachinger Daniil Medvedev             |
| 31 ottobre | Challenger Eckental Eckental, Germania €35.000+H – Sintetico indoor – 32S/27Q/16D                       | Kevin Krawietz Albano Olivetti 6(8)–7, 6–4, [10–7]  | Roman Jebavý Andrej Martin                | Franko Škugor Kevin Krawietz                    | Florian Mayer Jürgen Melzer Matthias Bachinger Daniil Medvedev             |

### Novembre
| Settimana   | Torneo | Campione                                                        | Finalista                                 | Semifinalisti                       | Eliminati ai quarti                                                    |
| ----------- | --- | --------------------------------------------------------------- | ----------------------------------------- | ----------------------------------- | ---------------------------------------------------------------------- |
| 7 novembre  | Slovak Open Bratislava, Slovacchia €85.000+H – Cemento indoor – 32S/30Q/16D                               | Norbert Gombos 7–6(8), 4–6, 6–3                                 | Marius Copil                              | Daniil Medvedev Serhij Stachovs'kyj | Jahor Herasimaŭ Adam Pavlásek Oleksandr Nedovjesov Vasek Pospisil      |
| 7 novembre  | Slovak Open Bratislava, Slovacchia €85.000+H – Cemento indoor – 32S/30Q/16D                               | Ken Skupski Neal Skupski 4–6, 6–3, [10–5]                       | Purav Raja Divij Sharan                   | Daniil Medvedev Serhij Stachovs'kyj | Jahor Herasimaŭ Adam Pavlásek Oleksandr Nedovjesov Vasek Pospisil      |
| 7 novembre  | Internationaux de Tennis de Vendée Mouilleron-le-Captif, Francia €85.000+H – Cemento indoor – 32S/24Q/14D | Julien Benneteau 7–5, 2–6, 6–3                                  | Andrej Rublëv                             | Benoît Paire Peter Gojowczyk        | Édouard Roger-Vasselin Tristan Lamasine Alex de Minaur Aleksej Vatutin |
| 7 novembre  | Internationaux de Tennis de Vendée Mouilleron-le-Captif, Francia €85.000+H – Cemento indoor – 32S/24Q/14D | Jonathan Eysseric Édouard Roger-Vasselin 6(1)–7, 7–6(3), [11–9] | Johan Brunström Andreas Siljeström        | Benoît Paire Peter Gojowczyk        | Édouard Roger-Vasselin Tristan Lamasine Alex de Minaur Aleksej Vatutin |
| 7 novembre  | Open Bogotá Bogotà, Colombia $75.000+H – Terra rossa – 32S/32Q/16D                                        | Facundo Bagnis 3–6, 6–3, 7–6(4)                                 | Horacio Zeballos                          | Íñigo Cervantes Santiago Giraldo    | Alejandro Gómez Daniel Elahi Galán André Ghem Marcelo Arévalo          |
| 7 novembre  | Open Bogotá Bogotà, Colombia $75.000+H – Terra rossa – 32S/32Q/16D                                        | Marcelo Arévalo Sergio Galdós 6–4, 6–1                          | Ariel Behar Gonzalo Escobar               | Íñigo Cervantes Santiago Giraldo    | Alejandro Gómez Daniel Elahi Galán André Ghem Marcelo Arévalo          |
| 7 novembre  | Internazionali Tennis Val Gardena Südtirol Ortisei, Italia €64.000 – Cemento indoor – 32S/28Q/16D         | Stefano Napolitano 6–4, 6–1                                     | Alessandro Giannessi                      | Lorenzo Sonego Kevin Krawietz       | Federico Gaio Salvatore Caruso Mirza Bašić Blaž Kavčič                 |
| 7 novembre  | Internazionali Tennis Val Gardena Südtirol Ortisei, Italia €64.000 – Cemento indoor – 32S/28Q/16D         | Kevin Krawietz Albano Olivetti 6–4, 6–4                         | Frank Dancevic Marko Tepavac              | Lorenzo Sonego Kevin Krawietz       | Federico Gaio Salvatore Caruso Mirza Bašić Blaž Kavčič                 |
| 7 novembre  | Kobe Challenger Kōbe, Giappone $50.000+H – Cemento indoor – 32S/32Q/16D                                   | Chung Hyeon 6–4, 7–6(2)                                         | James Duckworth                           | Lee Duckhee Gō Soeda                | Yasutaka Uchiyama Laurent Lokoli Amir Weintraub Yoshihito Nishioka     |
| 7 novembre  | Kobe Challenger Kōbe, Giappone $50.000+H – Cemento indoor – 32S/32Q/16D                                   | Daniel Masur Ante Pavić 4–6, 6–3, [10–6]                        | Jeevan Nedunchezhiyan Christopher Rungkat | Lee Duckhee Gō Soeda                | Yasutaka Uchiyama Laurent Lokoli Amir Weintraub Yoshihito Nishioka     |
| 7 novembre  | Knoxville Challenger Knoxville, Stati Uniti $50.000 – Cemento indoor – 32S/23Q/16D                        | Michael Mmoh 7–5, 2–6, 6–1                                      | Peter Polansky                            | Jared Donaldson Stefan Kozlov       | Mackenzie McDonald Ruben Bemelmans Edward Corrie Austin Krajicek       |
| 7 novembre  | Knoxville Challenger Knoxville, Stati Uniti $50.000 – Cemento indoor – 32S/23Q/16D                        | Peter Polansky Adil Shamasdin 6–1, 6–3                          | Ruben Bemelmans Joris De Loore            | Jared Donaldson Stefan Kozlov       | Mackenzie McDonald Ruben Bemelmans Edward Corrie Austin Krajicek       |
| 14 novembre | Uruguay Open Montevideo, Uruguay $50.000+H – Terra rossa – 32S/20Q/16D                                    | Diego Schwartzman 6–4, 6–1                                      | Rogério Dutra da Silva                    | Cristian Garín Carlos Berlocq       | Nicolás Almagro Horacio Zeballos Íñigo Cervantes Nicolás Kicker        |
| 14 novembre | Uruguay Open Montevideo, Uruguay $50.000+H – Terra rossa – 32S/20Q/16D                                    | Andres Molteni Diego Schwartzman w/o                            | Fabiano De Paula Cristian Garín           | Cristian Garín Carlos Berlocq       | Nicolás Almagro Horacio Zeballos Íñigo Cervantes Nicolás Kicker        |
| 14 novembre | Dunlop World Challenge Toyota, Giappone $50.000+H – Sintetico indoor – 32S/32Q/16D                        | James Duckworth 7–5, 4–6, 6–1                                   | Tatsuma Itō                               | Daniel Masur Luke Saville           | Yoshihito Nishioka Yusuke Takahashi Lim Yong-Kyu Jaraslaŭ Šyla         |
| 14 novembre | Dunlop World Challenge Toyota, Giappone $50.000+H – Sintetico indoor – 32S/32Q/16D                        | Matt Reid John-Patrick Smith 6–3, 6–4                           | Jeevan Nedunchezhiyan Christopher Rungkat | Daniel Masur Luke Saville           | Yoshihito Nishioka Yusuke Takahashi Lim Yong-Kyu Jaraslaŭ Šyla         |
| 14 novembre | Internazionali Città di Brescia Brescia, Italia €42.500+H – Sintetico indoor – 32S/29Q/16D                | Luca Vanni 6(5)–7, 6–4, 7–6(8)                                  | Laurynas Grigelis                         | Lukáš Lacko Salvatore Caruso        | Frank Dancevic Tommy Robredo Zdeněk Kolář Jahor Herasimaŭ              |
| 14 novembre | Internazionali Città di Brescia Brescia, Italia €42.500+H – Sintetico indoor – 32S/29Q/16D                | Michail Elgin Aleksandr Kudrjavcev 7–6(4), 6–3                  | Wesley Koolhof Matwé Middelkoop           | Lukáš Lacko Salvatore Caruso        | Frank Dancevic Tommy Robredo Zdeněk Kolář Jahor Herasimaŭ              |
| 14 novembre | Champaign-Urbana Challenger Champaign, Stati Uniti $50.000 – Cemento indoor – 32S/22Q/16D                 | Henri Laaksonen 7–5, 6–3                                        | Ruben Bemelmans                           | Jared Donaldson Christopher Eubanks | Bradley Klahn Brian Baker Michael Mmoh Marcos Giron                    |
| 14 novembre | Champaign-Urbana Challenger Champaign, Stati Uniti $50.000 – Cemento indoor – 32S/22Q/16D                 | Austin Krajicek Tennys Sandgren 7–6(4), 7–6(2)                  | Luke Bambridge Liam Broady                | Jared Donaldson Christopher Eubanks | Bradley Klahn Brian Baker Michael Mmoh Marcos Giron                    |
| 21 novembre | Columbus Challenger 2 Columbus, Stati Uniti $75.000 – Cemento indoor – 32S/27Q/16D                        | Stefan Kozlov 6–1, 2–6, 6–2                                     | Tennys Sandgren                           | Sam Barry Henri Laaksonen           | Taylor Fritz Kevin King Peter Kobelt Cameron Norrie                    |
| 21 novembre | Columbus Challenger 2 Columbus, Stati Uniti $75.000 – Cemento indoor – 32S/27Q/16D                        | David O'Hare Joe Salisbury 6–3, 6–4                             | Luke Bambridge Cameron Norrie             | Sam Barry Henri Laaksonen           | Taylor Fritz Kevin King Peter Kobelt Cameron Norrie                    |
| 21 novembre | Astana Challenger Capital Cup Astana, Kazakistan $50.000+H – Cemento indoor – 32S/16Q/16D                 | Yoshihito Nishioka 6–4, 6(4)–7, 7–6(3)                          | Denis Istomin                             | Oleksandr Nedovjesov Temur Ismailov | Dmitrij Popko Prajnesh Gunneswaran Aleksandr Bublik Nikola Milojević   |
| 21 novembre | Astana Challenger Capital Cup Astana, Kazakistan $50.000+H – Cemento indoor – 32S/16Q/16D                 | Timur Chabibulin Oleksandr Nedovjesov 7–6(7), 6–2               | Michail Elgin Denis Istomin               | Oleksandr Nedovjesov Temur Ismailov | Dmitrij Popko Prajnesh Gunneswaran Aleksandr Bublik Nikola Milojević   |
| 21 novembre | Internazionali di Tennis Castel del Monte Andria, Italia €42.500+H – Sintetico indoor – 32S/29Q/16D       | Luca Vanni 5–7, 6–0, 6–3                                        | Matteo Berrettini                         | Serhij Stachovs'kyj Jahor Herasimaŭ | Stefano Travaglia Aldin Šetkić Stefanos Tsitsipas Tommy Robredo        |
| 21 novembre | Internazionali di Tennis Castel del Monte Andria, Italia €42.500+H – Sintetico indoor – 32S/29Q/16D       | Wesley Koolhof Matwé Middelkoop 6–3, 6–3                        | Roman Jebavý Zdeněk Kolář                 | Serhij Stachovs'kyj Jahor Herasimaŭ | Stefano Travaglia Aldin Šetkić Stefanos Tsitsipas Tommy Robredo        |

## Distribuzione punti
| Categoria torneo                                                 | Singolare | Singolare | Singolare | Singolare | Singolare | Singolare | Singolare | Singolare | Singolare | Singolare | Doppio | Doppio | Doppio | Doppio | Doppio |
| Categoria torneo                                                 | V         | F         | SF        | QF        | 1/8       | 1/16      | Q         | Q3        | Q2        | Q1        | V      | F      | SF     | QF     | 1/8    |
| ---------------------------------------------------------------- | --------- | --------- | --------- | --------- | --------- | --------- | --------- | --------- | --------- | --------- | ------ | ------ | ------ | ------ | ------ |
| Challenger $125.000+H Challenger €106.500+H                      | 125       | 75        | 45        | 25        | 10        | 0         | +5        | 0         | 0         | 0         | 125    | 75     | 45     | 25     | 0      |
| Challenger $125.000 o $100.000+H Challenger €106.500 o €85.000+H | 110       | 65        | 40        | 20        | 9         | 0         | +5        | 0         | 0         | 0         | 110    | 65     | 40     | 20     | 0      |
| Challenger $100.000 o $75.000+H Challenger €85.000 o €64.000+H   | 100       | 60        | 35        | 18        | 8         | 0         | +5        | 0         | 0         | 0         | 100    | 60     | 35     | 18     | 0      |
| Challenger $75.000 o $50.000+H Challenger €64.000 o €42.500+H    | 90        | 55        | 33        | 17        | 8         | 0         | +5        | 0         | 0         | 0         | 90     | 55     | 33     | 17     | 0      |
| Challenger $50.000 Challenger €42.500                            | 80        | 48        | 29        | 15        | 7         | 0         | +3        | 0         | 0         | 0         | 80     | 48     | 29     | 15     | 0      |
| Challenger $40.000+H Challenger €35.000+H                        | 80        | 48        | 29        | 15        | 6         | 0         | +3        | 0         | 0         | 0         | 80     | 48     | 29     | 15     | 0      |